# 創価大学
創価大学（そうかだいがく、英語: Soka University）は、東京都八王子市丹木町1丁目236番地に本部を置く日本の私立大学。1971年創立、1971年大学設置。大学の略称は創大（そうだい）、創価大（そうかだい）。
文部科学省「スーパーグローバル大学創成支援事業」グローバル化牽引型大学に指定されている。

学園旗

## 概観

### 概要
1971年4月2日、東京都八王子市丹木町に開学した。当初は1973年開学の予定だったが、1968年に創設された創価高等学校の1期生が創価大学の1期生となれるよう、開学が当初の予定より2年前倒しされた。
学校法人創価学園の創価高等学校（東京都小平市）および関西創価高等学校（大阪府交野市）からの内部進学者が在籍する。また、同一敷地内にあり、同一の学校法人が設置している創価女子短期大学からの編入生も存在する。
牧口常三郎・戸田城聖らの「創価教育」の理想を受け継ぎ、池田大作が創設した。いずれも仏教系の宗教団体である創価学会や前身にあたる創価教育学会の関係者であるが、創価大学では宗教教育や宗教的行事は行っておらず、授業で創価学会の信仰について学ぶことはない。また、創価学会員であることは入学の要件とされていない。大学の説明によれば、学生の信仰も一切自由とされており、創価学会と大学はそれぞれ独立して運営されている。

### 建学の精神（校訓・理念・学是）
1969年に、創立者である池田大作が以下の「創価大学 建学の精神」を提唱した。
- 「人間教育の最高学府たれ」
- 「新しき大文化建設の揺籃たれ」
- 「人類の平和を守るフォートレス（要塞）たれ」

## 沿革

### 略歴
創価大学は1971年に創立された。当初は文系のみの大学であったが、1991年に工学部（2015年 理工学部に名称変更）、2013年に看護学部、2014年に国際教養学部が設置されたことで、文理8学部10学科を有する総合大学となった。

### 年表
- 1964年 - 東京・台東体育館[7]（現在の台東リバーサイドスポーツセンター体育館）で開催された創価学会第7回学生部総会にて、第3代会長池田大作が創価大学の設立構想を発表[8]
- 1971年 - 創価大学開学（経済学部経済学科、法学部法律学科、文学部英文学科・社会学科）
- 1975年 - 大学院経済学研究科・法学研究科・文学研究科博士前期課程を開設
- 1976年 - 経営学部経営学科、教育学部教育学科・児童教育学科、通信教育部（経済学部経済学科、法学部法律学科）、別科を開設
- 1977年 - 大学院経済学研究科・法学研究科・文学研究科博士後期課程を開設
- 1982年 - 通信教育部に教育学部教育学科・児童教育学科を開設
- 1985年 - 創価女子短期大学（経営科・英語科）開学
- 1986年 - 大学院文学研究科教育学専攻博士前期課程を開設
- 1987年 - 創価大学ロサンゼルス分校（現・アメリカ創価大学）を開校
- 1988年 - 文学部に人文学科を開設
- 1989年 - 大学院文学研究科教育学専攻博士後期課程を開設
- 1990年 - 文学部に日本語日本文学科・外国語学科（中国語専攻・ロシア語専攻）を開設
- 1991年 - 工学部（情報システム学科・生物工学科）を開設、池田記念講堂落成
- 1992年 - 大学院文学研究科人文学専攻博士前期課程を開設
- 1994年 - 大学院文学研究科人文学専攻博士後期課程を開設
- 1995年 - 大学院工学研究科博士前期課程を開設
- 1997年 - 大学院工学研究科博士後期課程を開設
- 1999年 - 本部棟落成
- 2001年 - アメリカ創価大学（SUA）オレンジ郡キャンパス開学、大学院文学研究科教育学専攻に「臨床心理学専修博士前期課程」を開設
- 2003年 - 工学部に「環境共生工学科」を開設、「情報システム工学科」「生命情報工学科」に名称変更
- 2004年 - 専門職大学院法務研究科（法科大学院）を開設、創価女子短期大学が「現代ビジネス学科」「英語コミュニケーション学科」に名称変更
- 2006年 - 北京事務所を開設
- 2007年 - 文学部が人間学科の1学科7専修に改組、大学院工学研究科に「環境共生工学専攻」を開設し「情報システム工学専攻」「生命情報工学専攻」に名称変更
- 2008年 - 専門職大学院教職研究科（教職大学院）を開設
- 2009年 - 大学院文学研究科に「国際言語教育専攻修士課程」を開設、総合体育館・創大門落成
- 2011年 - 文学部が1学科8専修に改組、「社会福祉専修」を開設
- 2012年 - 文学部が1学科11メジャー1専修に改組
- 2013年 - 看護学部を開設、中央教育棟落成
- 2014年 - 国際教養学部を開設
- 2015年 - 工学部を理工学部に名称変更、「共生創造理工学科」を開設
- 2016年 - 大学院経済学研究科経済学専攻に「国際ビジネス専修」を開設、タイ事務所・韓国事務所を開設
- 2017年 - 大学院文学研究科人文学専攻に「仏教学専修」を開設、滝山国際寮（男子）・万葉国際寮（女子）落成
- 2018年 - 文学部が1学科8メジャー1専修に改組、大学院国際平和学研究科修士課程・通信教育部に文学部を開設、フィリピン事務所を開設、創価女子短期大学が現代ビジネス学科と英語コミュニケーション学科を統合し「国際ビジネス学科」を開設
- 2020年 - 大学院工学研究科を理工学研究科に名称変更、「生命情報工学専攻」を「生命理学専攻」に改組
- 2021年 - 創立50周年　ナイロビ事務所を開設
- 2022年 - 大学院教育学研究科教育学専攻博士前期課程・博士後期課程を開設
- 2023年 - 文学部が1学科11メジャー1専修に改組

## 基礎データ

### 象徴

#### エンブレム・シンボルマーク
創価大学のエンブレム（校章）は中央にペン、その左右に鳳凰の翼をデザインしたものの下に「Soka University」という英文字を配置したものである。
ペンは「英知」を表し、鳳雛の翼は「世界そして未来への雄飛」を意味している。
創価学園およびアメリカ創価大学と類似であるが、創価学園では鳳凰ではなく鳳雛（ほうすう、鳳凰の雛）の羽とされている。

#### スクールカラー
赤・黄色・青。それぞれ「勇気」「慈悲」「知恵」の意味を持つ。
その他に「ブランディングカラー」として、「創価クリエイティブブルー（そうかクリエイティブブルー■）」が定められている。近似色は、RGB(50, 60, 153)。

#### ステートメント
「Discover your potential 自分力の発見」

#### キャラクター
GLOBOくん DEEくん ETANYくん。

#### 学生歌・愛唱歌
創価大学には他大学のような「学歌」は存在せず、「学生歌」が設けられている。
- 「創価大学学生歌」（そうかだいがくがくせいか）
  - 作詞：沖洋（おき ひろし）
  - 作曲：川上慎一（かわかみ しんいち）

エンブレムや学生歌の歌詞・音源は、公式サイト内の創価大学のシンボルに掲載されている。なお、この歌曲が収録されたCDも他大学の大学生協にあたる「創学サービス」で販売されている。
- 愛唱歌「誓いの歌 〜I'm rising up〜」
  - 作詞・作曲 創立50周年記念愛唱歌作成委員会

創立50周年記念事業の一環として制作。2020年10月9日発刊の「創大学生新聞」および同日配信の「創価栄光の集い」（第50回創大祭・第36回白鳥祭記念フェスティバル）にて発表された。2020年12月には創価大学公式YouTubeチャンネルにてミュージックビデオが公開された。

### 理事長
- 秋谷芳英（2025年6月 - ）

### 学長
- 鈴木美華（2025年4月 - ）

### 学生数
- 全学生数（学部生、大学院生） - 6,280名（2024年5月現在）
- 学部学生数 - 5,881名（2024年5月現在）
- 大学院（専門職大学院含む）学生数 - 399名（2024年5月現在）

### 留学生数
- 59ヵ国・地域 - 601名（2024年10月現在）

### 校地面積
- 87万㎡

### 所在地
- 東京都八王子市丹木町1丁目236番地

### 交通アクセス
京王八王子駅・JR八王子駅北口から北へ4㎞、西東京バスで約15-20分
京王八王子駅4番乗り場、JR八王子駅北口11番乗り場（16号06）12番乗り場（ひ02・ひ04）、JR八王子駅北口14番乗り場（平日・土曜日の午前中のみ使用）から出発
- 【ひ02】ひよどり山トンネル経由創価大学正門・東京富士美術館行き
- 【ひ04】ひよどり山トンネル経由東京富士美術館・創価大学循環
- 【直通】ひよどり山トンネル経由創価大学正門・東京富士美術館行き（JR八王子駅北口始発）
- 【急行】ひよどり山トンネル経由創価大学栄光門行き（創価大学正門・東京富士美術館⇒創価大学創大門⇒善太郎坂下⇒創価大学栄光門の順に停車）（JR八王子駅北口始発）
- 【16号06】国道16号線経由東京富士美術館・創価大学循環
- 【高月03】拝島駅ー純心女子学園ー創価大学正門・東京富士美術館ー工学院大学
- 【美49】楢原町ー創価大学正門・東京富士美術館

キャンバスが広いため、通学時・訪問時には目的地がどの門に近いか把握しておく必要がある。
- 理工学部棟、教育学部棟、中央図書館の最寄りのバス停【創価大学正門・東京富士美術館】
- 中央教育棟、看護学部棟の最寄りのバス停【創価大学創大門】
- 本部棟、総合体育館の最寄りのバス停【創価大学栄光門】

## 学部

### 経済学部
- 経済学科
  - データ&ファイナンスコース
    - データサイエンス、行動経済学入門、原因と結果の経済学、資本市場と証券投資、ファイナンス論など

  - ポリシースタディーズコース
    - 気候変動の経済学、国際経済論、労働経済論、農業経済論、環境経済論、公共経済論など

  - グローバル&ディプロップメントコース
    - 開発と貧困の経済学、グローバル経済、アジア経済論、アフリカ経済論、ヨーロッパ経済論など

  - 学部独自のプログラム
    - インターナショナルプログラム（IP）[14]
      - 英語圏で大学の講義を受講できるように、高等教育レベルの英語力を習得するプログラム。専門分野の学習と語学力向上の学習を統合した学習方法「content-based learning（専門科目学習をもとに行う語学学習）」を用いて学術英語力を身につける。1年次に学術的な英語力とディスカッション能力を鍛え、入門レベルの経済学を学ぶ。2年次に世界各国のマクロ経済分析と企業分析を通して英語でリサーチペーパーを作成し、プレゼンテーションを行う。ハワイ大学でSDGsと持続可能な経済のあり方について学ぶ「Hawaii Studies Program-SDGs and Hawaii」という短期研修プログラムが用意されている。

    - SUCCEED（Soka University Courses for Comprehensive Economics Education）[15]
      - 留学生とともに英語で学ぶ包括的経済学教育プログラム

    - HOPE（Honors Program in Economics）[16]
      - 国内外の大手民間企業・大学院、国際機関への就職を目指すプログラム

    - S-Cube（Soka×Sustainable×Society）Program
      - データによる因果関係の分析とコース横断的にSDGｓに関連した科目を学ぶプログラム

    - 産学連携講座「社会貢献と経済学」[17]
      - 卒業生、NGOの代表、被災地や産業界から講師を招き、日本経済の再生と復興支援の足掛かりとなる新商品の開発やマーケティング戦略をグループ単位で発表・企画

### 経営学部
- 経営学科
  - グローバルビジネスリーダー学修コース[18]
    - Intoroduction to Global Business Leadership　International Context in Business　Principles of Marketing　Stakeholder Dialogue　Financial Management　 International Businessなど

  - プロフェッショナル学修コース[19]
    - 工業簿記、株式会社簿記、経営管理論、人的資源管理論、財務管理論、ビジネス・データ分析など

  - 地方創生ビジネス学修コース[20]
    - ローカルビジネス論、地方創生ビジネスワークショップ、まちづくり八王子フィールドワーク、公共政策論、都市デザイン論など

  - 学部独自のプログラム
    - グローバルプログラム[21]
      - 英語で専門科目を学ぶプログラム

    - グローバルミッション
      - 海外のビジネススクールで学ぶコース

    - ヒューマニスティック・リーダーシッププログラム
      - 次世代をリードする人間主義に基ずくリーダーを育成するため制度。学部を牽引する学生に、学部コア科目にて後輩育成を任せ、そのプロセスの中で自他ともの幸福を追求する思考力と行動力を育む取り組み。

  - 経営学部のアクティブ・ラーニングの取り組みは、外部の専門家などから高い評価を得ている。大手予備校河合塾は、大学にどれくらいアクティブ・ラーニングが導入されているかについて、全国の大学を対象に大規模な調査。経済・経営系の大学は151学部が対象になり、その結果、創価大学経営学部が、経済学部とともに高評価ベスト10に選定された。[22]

### 法学部
- 法律学科
- 2026年4月、「法律学科」を「法律政治学科」に名称変更。 「リーガル」「市民生活・ビジネス法」「公共政策・行政」「環境・サステナビリティ」「国際平和・外交」「アジア平和創造」の6コースを開設。  
  - リーガルコース[23]
  - 市民生活・ビジネス法コース[24]
  - 公共政策・行政コース[25]
  - 環境・サステナビリティ[26]
  - 国際平和・外交コース[27]
  - アジア平和創造コース[28]

- 学部独自のプログラム
  - Peace & Human Rights Program（平和・人権・環境問題について英語で学ぶプログラム）
    - ノルウェー・オスロ大学との交換留学制度[29]

  - ダブル・ディグリーコース
    - 4年間で創価大学法学部とイギリス・バッキンガム大学法学部または人文学部国際政治経済学科の2つの学位を取得できる

  - ビジネス&ロー・ワークショップ[30]
    - 野村証券、三井住友銀行、三菱UFJ信託銀行などと連携して、最先端の専門知識を習得、課題設定力・問題分析力を身につけるプログラム

  - ジャーナリストプログラム[31]
    - 新聞やテレビの記者、ディレクター、編集者などを目指す学生に文章力・取材力などを指導するプログラム

  - Global Lawyers Program[32]
    - 法曹を目指し、創価大学法科大学院の既修者コースなどに進学する特別プログラム。民法法務演習　刑法法務演習　民法法務演習　憲法法務演習　行政法法務演習　 会社法法務演習　民事訴訟法法務演習　刑事訴訟法法務演など

  - フィールドワーク（現地調査）
    - 国連、官公庁、自治体で現地調査を実施。課題解決能力を養うプログラム。人間の安全保障フィールドワーク　まちづくり八王子

  - ワークショップ（参加型グループ学習）[33]
    - 国際機関、公共政策の最前線で活躍するスタッフと実践的な学びを深めるプログラム。人間の安全保障ワークショップ　公共政策ワークショップ

### 文学部
- 人間学科
  - 2026年4月、「表現文化」「英語・英語文化」「日本語・日本文化」「社会・歴史・人類文化」「哲学・宗教・思想文化」の5コースと「社会福祉」の1専修を開設。
  - 英語・英語文化[34]
  - 日本梧・日本文化コース[35]
  - 社会・歴史・人類文化コース[36]
  - 表現文化コース[37]
  - 哲学・宗教・思想文化コース[38]
  - 社会福祉専修[39]
  - AKADEMIA（English Medium Program）[40]
    - 言語・人文・社会の学問領域にわたる深い知識と技能を身につけることのできる英語の科目群を提供。文学部が提供する科目を合計24単位以上修得し、通算GPAが2.70以上の学生に AKADEMIAプログラム修了を認定。EMP科目はTOEICスコア490点以上（英検2級以上）相当の人が履修することができる。また、共通科目や他学部のEMP科目と、このAKADEMIAプログラムの科目を合わせて履修することによって、すべての科目を英語で学んで卒業する事ができる。

  - 学部独自のプログラム
    - 短期語学研修
      - 夏季3週間（イギリス・バッキンガム大学）

    - 桑都プロジェクト
      - ドイツの考古学者・ハインリッヒ・シュリーマンが八王子を訪れていた事実を地域の活性化に繋げようと企画を立案し、地域とコラボした“街おこし”の取り組みを多角的に展開している。

    - 学部インターンシップ
      - 美術館・商店会・書店などとのコラボ活動、農業体験や里山保全活動など自身が開拓した企業や場所での一定期間の就労経験、NPO活動やボランティア経験に対して、現地からの証明書があれば単位が認められる。

    - 日本語教師養成課程
      - 指定された分野の科目を45単位以上修得することによって日本語教師の資格を得ることができる。

    - 教職課程
      - 中学校1種「英語」「国語」「社会」
      - 高等学校1種「英語」「国語」「地理歴史・公民」

### 教育学部
- 教育学科
- 2026年4月、「教育学科」を「心理・教育学科」に名称変更
  - 教育学コース、心理学コース、国際教育コース
    - 教育原論、心理学概論、社会教育概論、教育･学校心理学、教育社会学、発達心理学、国際理解教育論、教育哲学、教育カウンセリング、平和と教育など

  - 公認心理師養成課程[41]
    - 公認心理師の職責、心理学研究法、心理学統計法、心理学実験法、知覚・認知心理学、学習・言語心理学、感情・人格心理学、社会・集団・家族心理学、障害者・障害児心理学、産業・組織心理学、心理学的支援法など
- 児童教育学科
  - 保育内容総論、学校研究、カリキュラム論、保育方法論、教育心理学、インクルーシブ教育論、教育行財政学、教育の技術と方法など　
  - 特別支援学校課程
    - 特別支援教育概論、知的障害教育、LG等の心理・生理・病理、LD等教育総論、障害者の心理特論、教育実習（特別支援学校）など

- 創価大学教育学部・教職大学院は2018年7月、「ユネスコスクール支援大学間ネットワーク（ASPUnivNet）」に加盟。これまで支援活動を展開した大学と連携協力し、主に東京都多摩地域北西部を中心に、小中学校のユネスコスクール加盟を支援する活動を展開している。

- 学部独自のプログラム
  - 学校インターンシップ
    - 公立の小・中学校、私立幼稚園に赴き、教員に協力する形で学習指導補助、放課後の補充学習指導などに従事する制度

  - 学生と教員が協働でつくる模擬授業クラブ「STeP Lab.」
    - 主に3年生以上の学生が参加し、小学校の授業づくりについて学んでいる。毎週の活動では、学生同士でのディスカッションを重視しながら、主要教科の教材研究や模擬授業を行う。

  - ペガサス（Program for Educator in a Global Age for Soka University Students）クラブ[42]
    - 教育学部生が英語を徹底して学び、グローバル時代の教育者をめざす学生のためのプログラム
- 取得可能な教員免許
  - 幼稚園1種、小学校1種、中学校1種「社会」、高等学校1種「公民」、特別支援学校教諭1種

### 理工学部
- 情報システム工学科[43]
  - AI・データサイエンス領域
    - データサイエンス演習、ソフトウェア演習、人工知能、データベース論、言語処理アルゴリズム、データプロセシング、システムバイオロジーなど

  - 数理科学領域
    - 数理科学実験、代数学概論、幾何学概論、微分方程式、数理計画法、シミュレーション論など

  - コンピュータシステム・セキュリティ領域
    - ソフトウェア演習、ネットワーク実験、コンピュータネットワーク論、情報セキュリティ論、暗号理論、ソフトウェア工学、オペレーションズリサーチなど

  - VR・ロボット工学領域
    - 電子工学実験、情報工学実験、制御工学、情報計測工学、ソフトコンピューティング、ディジタル回路基礎論など
- 共生創造理工学科[44]
  - 応用化学領域
    - 有機化学、物理化学、物理化学実験、無機化学、マテリアルサイエンス、マテリアルサイエンス実験、化学工学、分析化学、統計熱力学、機器分析学、反応工学、量子化学、ナノサイエンス、酵素化学、地球化学など

  - 生命科学領域
    - 生化学、分子生物学、微生物学、微生物学実験、生化学実験、分子生物学実験、細胞生物学、発生生物学、構造生物学、代謝生化学、酵素化学、免疫科学、ニューロサイエンス、バイオテクノロジー、量子化学、食品工学、分子細胞生物学、アドバンストプログラミング演習など

  - 環境システム領域
    - 地球科学概論、生態学、国際技術協力論、地球科学実験、電子工学実験、電磁気学、ハードウェア基礎論、地球化学、植物生理生態学、土壌学、海洋学実習、環境科学、エネルギー資源学、環境分析化学実験、環境計量学、生体環境工学、廃棄物処理工学、量子力学、物性物理概論、情報工学実験、光エレクトロニクス、ディジタル回路基礎論など

- 学部独自のプログラム[45]
  - 国際技術協力プログラム
    - 海外で仕事や研究をするために必要な英語力と理工学の基礎的な知識・技術を2年間で習得し、途上国に技術支援できる国際的な人材を育成するプログラム

  - 理数系中高教員養成プログラム
    - 情報システム工学科で取得可能な教員免許、中学校1種「数学」、高等学校1種「数学」「情報」
    - 共生創造理工学科で取得可能な教員免許、中学校1種「理科」、高等学校1種「理科」

- 2026年4月、「情報システム工学科」「共生創造理工学科」の2学科から、「情報システム工学科」「グリーンテクノロジー学科」「生命理工学科」の3学科へ改組
- グリーンテクノロジー学科[46]
  - 世界共通の課題であるグリーン・トランスフォーメーション（GX）において、創エネルギー・省エネルギー技術をリードする技術者を養成するため、文系と理系の枠をこえた教育を展開。それにより、社会が求める低炭素社会の実現に寄与し、SDGs達成に貢献する国際的な人材の育成を目指す。低炭素社会の実現に向け、気候変動を理解するための地球科学や地球観測技術、安定した食糧生産に必要な生物生産工学、環境にやさしい各種低炭素技術を学び、これらを社会に還元するための環境経営学や国際技術協力などについて学ぶ。また、企業と連携した授業や、オンラインを利用した海外交流校との共同授業、英語での専門科目の授業、海外短期研修など実践的かつグローバルな学びの場を用意。
- 生命理工学科[47]
  - 健康と福祉、安心安全な社会の構築に貢献する力を育むため、基礎的な理学の学びに加え、生命科学とテクノロジーを応用した医理工連携に通じる糖鎖科学・電子工学・応用物理学・化学に関する最先端の融合分野を学ぶ。また、課題解決能力を磨くために企業・研究所と連携した実践的な学修を提供。さらに中高理科の教職課程を設置。

### 看護学部
- 看護学科
  - 専門科目は「看護医科学分野」「看護基盤分野」「看護実践分野」「看護実践応用分野」の4分野。
  - 基本看護技術II（活動と清潔）、療養生活看護論IV（慢性期：看護過程・支援技術）、生涯発達看護論II（子どもと家族への援助技術）など
  - 特色あるプログラムとして、国際看護研修[48]がある（アメリカ　フィリピン　韓国　ザンビア　スウェーデンの大学で研修）。

### 国際教養学部
- 国際教養学科
  - 人文・社会学分野
  - 政治・国際関係分野
  - 経済・経営分野
  - 教育・心理学分野

- 授業は全て英語で実施
- 全員が1セメスターの英語圏へ海外留学
- 卒業要件
  - 本学に4年以上在学（必修の海外留学期間を含む）
  - 学部で定められた卒業に必要な単位数をすべて修得していること
  - 通算GPA が2.0以上であること
  - 英語能力要件
    - 卒業に必要な科目を修得するにあたり、基準以上の英語試験スコアが必要
      - 3年次Seminar履修要件TOEFL iBT® 70　
      - 卒業要件（Senior paper 提出時 ）TOEFL iBT®80

### 経済経営学部（2026年4月開設)[49]
- ビジネス学科
  - 経済学部と経営学部の学びを融合し、発展的に再編する計画として開設。
  - 「グローバルリーダー学修コース」「ビジネスデザイン学修コース」「金融・財務プロフェッショナル学修コース」の3つのコース（履修モデル）を柱に、理論と実践を相互に学びながら専門性を磨くことを主軸とした教育を展開。
  - 特色
    - (1) 一人ひとりを活かす新たなリーダーシップ力を育む実践型ワークショップ
      - 人間主義を軸とした新しいリーダーシップ教育を行う。1年次から2年次にかけて、企業や地域の実際の課題を取り上げた実践型ワークショップで段階的に学び、一人ひとりの個性を活かすリーダーシップ力やチームビルディング力を育む。2年次後半から専門演習へ移行し、これまでの学びを土台に社会で活かせるリーダーシップ力を更に伸ばしながら、専門性を高めていく。

    - (2) 3つの学修コースと将来の可能性を拡げる多彩な科目群
      - 「グローバルリーダー学修コース」「ビジネスデザイン学修コース」「金融・財務プロフェッショナル学修コース」の3つの学修コースから、卒業後の進路を見据えた学びが可能。2年次春学期からは、テーマごとに経済学と経営学の科目を融合した8つの科目群（モジュール）を用意しており、関心の近い分野を深めるとともに、異なる分野を組み合わせて学ぶことで、将来につながる幅広い知識を修得できる。
      - 【学修コースに連携した科目群（モジュール）の案】グローバル、マーケティング、組織マネジメント・ダイバーシティ、金融・財務
      - 【学修コースを横断した科目群（モジュール）の案】貧困・開発（社会貢献）、ポリシー・デザイン、サステナビリティ＆地域共創、ソーシャルデータサイエンス

    - (3) 使える英語が身につけられる学習環境
      - 習熟度別のクラスを設け、現在の英語力から意欲に応じて、実践的な英語力を伸ばせる環境を用意。長期留学を希望する人のための選抜型英語クラス、学部独自のビジネススクールへのセメスター留学、ハワイやイギリスへの短期留学など、多彩なプログラムを用意し、世界につながる英語力を磨くことができる。

    - (4) 世界で活躍できる人を育てる特別プログラム（HOPE）
      - グローバルな経済社会に貢献するリーダー、また地域社会に貢献できる人材を育成するための選抜型の特別プログラム（HOPE）を実施。早い段階かつ少人数のクラスで高いレベルの経済理論を学び、経営学の知見を深めることにより、自分自身の関心に即した学びやキャリアを意識した学びに早期に取り組むことが可能。

## 研究科

### 経済学研究科
- 経済学専攻
  - 経済学専修（博士前期・後期課程）
    - 理論経済学・計量経済学部門（金融経済論、時系列分析、ファイナンス理論）、応用経済学部門（環境経済学、労働経済学、農業経済学）、経済史部門（日本経済史、近代日本経済史、西洋経済史）、グローバル経済部門（開発経済学、アフリカ経済論、アジア経済論、国際貿易論）
    - コア科目として、ミクロ経済学　マクロ経済学、計量経済学、経済史、グローバル経済がある。準コア科目として、史料講読がある。

  - 経営学専修（博士前期・後期課程）
    - コア科目として経営学、経営史、会計学、経営統計、情報統計がある。専門科目として経営戦略論、国際経営戦略、ビジネス・エコノミクス、人的資源管理論、財務会計、管理会計、財務管理論がある。

  - 国際ビジネス専修（博士前期課程）
    - 専門科目はすべての講義が英語で行われ、「会計・財務分野」「マネジメント・経営戦略分野」「国際ビジネス・経済学分野」の3分野で構成されている。

### 法学研究科
- 法律学専攻（博士前期・後期課程）
  - 憲法、メディア法、行政法、民法、民事訴訟法、企業法、保険法、金融法、刑法、刑事訴訟法、国際法、国際私法、社会法、労働法、租税法、法社会学、法史学、英米法、環境法、アジア法、政治学史、政治史、国際政治論など

### 文学研究科
- 英文学専攻
  - 英語英米文学専修（博士前期・後期課程）
    - イギリス文学、アメリカ文学、英語学、英語教育学
- 社会学専攻
  - グローバル・スタディーズ専修（博士前期・後期課程）
    - 方法論科目（国際社会論、宗教社会学、文化人類学、言語研究）と地域研究（Area Studies）科目をおき、地域研究としては「中国・アジア研究」「ロシア・ユーラシア研究」に重点を置いた研究指導を行っている。
- 人文学専攻
  - 哲学歴史学専修（博士前期・後期課程）
    - 近現代を中心とした哲学・思想の日本史、西洋史、東洋史およびユーラシア史

  - 日本文学日本語学専修（博士前期・後期課程）
    - 日本古典文学、近代文学、近代日本語学、日本語教育

  - 仏教学専修（博士前期・後期課程）
    - インド仏教・中国仏教・日本仏教の歴史と思想の研究、サンスクリット語・パーリ語・中国語・日本古文書の仏教文献の文献学的研究
- 国際言語教育専攻
  - 日本語教育専修（修士課程）
    - 国語教育学演習、コミュニケーション研究、言語教育政策研究、日本語教材研究、日本語語彙表現研究、現代日本文学研究、日本語教授法実践演習、文章表現指導法実践演習、読解指導法実践演習、日本語教育実習、海外日本語教育実習

  - 英語教育専修（修士課程）
    - 理論系としては英語に対する音声・音韻、文法、語彙などの体系的知識を習得する言語学関連科目群と、言語教授法や第二言語習得理論などの言語教育学的関連科目群がある。

### 教育学研究科
- 教育学専攻
  - 教育学専修（博士前期・後期課程）
    - 基礎的研究領域として教育史、教育社会学、教育心理学、臨床心理学など。応用的研究領域として教育行政学、教育工学、教育方法学、教科教育学などがある。

  - 臨床心理学専修(博士前期課程）
    - 2003年4月に財団法人日本臨床心理士資格認定協会の第1種指定校になった。
    - 1年次秋学期から臨床心理基礎実習の後半として学校臨床実習が始まる。八王子市教育委員会、八王子市立小・中学校が連携して実施されるもの。学生は週1日実習校に出向いて、学校実習を受けることになる。2年次春学期からは、臨床心理実習として病院実習と付属心理教育相談室での実習が始まる。病院実習は、精神科の医療施設に週1日出向き、施設の臨床心理士から種々の指導を受ける。病院実習担当教員は、実習を通していろいろな問題に直面する学生をサポート。心理教育相談室実習は来室する個人、親子、家族などに専任教員や非常勤相談員が受理面接を行い、その後、教員や相談員の指導を受けながら院生は来談者の面接などを担当する。面接に関わる院生のさまざまな悩みや問題は、個人的にまた授業の中で相談員や教員からサポートされる。

### 理工学研究科
- 情報システム工学専攻（博士前期・後期課程）
  - 「数理情報システム」「情報処理システム」「情報伝達・制御システム」「環境情報システム」の4分野の専門科目がある。
- 生命理学専攻（博士前期・後期課程）
  - 「生命分子科学」「細胞生命科学」「生命情報科学」「生命機能科学」の4分野の専門科目がある。
- 環境共生工学専攻（博士前期・後期課程）
  - 「地球環境化学」「生物圏科学」「環境応答工学」「持続可能環境工学」の4分野の専門科目がある。

### 国際平和学研究科
- 国際平和学専攻（修士課程）
  - 必修科目として「International Relations Theory（国際関係論）」）と「Peace and Global Citizenship（平和・世界市民論）」を設置。
  - 選択必修科目として、「国際関係論」分野の選択科目には、外交関係・グローバルガバナンス・国際政治経済体制・途上国開発の観点から国家間紛争を分析する科目群を配置。「平和学」分野の選択科目には、非国家主体間の多様な社会的葛藤・対立に注目する観点から紛争解決学・人間の安全保障・人権とジェンダー等を主題とする科目を配置。

### 専門職大学院法務研究科（法科大学院）
- 法務専攻
  - 法律基本科目群
    - 公法系、民事系、刑事系

  - 法律実務基礎科目群
  - 基礎法学・隣接科目群
  - 展開先端科目群
    - 「市民社会と法」「国際社会と法」「経済社会と法」の3分野

- 教育の特色
  - 要件事実教育の充実
  - ポータルサイトの活用、チューター（創大法曹会などの若手弁護士）による土曜補習やゼミなどの学修支援、進路相談などきめ細かな対応をしている。授業とは別に、専任教員がアカデミック・アドバイザーとなって、個人指導を実施している。
  - 1年次では毎週行われている土曜補習で、法文書作成の機会を設けており、チューターによる添削を行っている。2年次以降のほぼすべての演習科目で、課題レポートや起案（自宅起案・即日起案）を実施している。
  - 入試合格者に対して、入学前の研修を実施している。

### 専門職大学院 教職研究科（教職大学院）
- 教職専攻
  - 人間教育プロフェッショナルコース（2年制）
  - 人間教育プロフェッショナルコース（3年制）
  - 人間教育実践リーダーコース　1年

- 教育の特色
  - ティーム・ティーチング方式での授業
  - 実習はすべて連携協力校である東京都公立小学校で行っている。
  - 教育課程の編成や教育行政、学校経営などの運営に関わる授業科目については、教育委員会や学校現場で活躍している教員と連携しながら授業を行っている。

- 取得可能な教員免許状　
  - 小学校教諭専修免許状　
  - 中学校教諭専修免許状「国語、社会、数学、理科、音楽、美術、保健体育、保健、技術、家庭、職業、職業指導、宗教、英語、ドイツ語、フランス語、スペイン語、中国語、ロシア語」　
  - 高等学校教諭専修免許状「国語、地理歴史、公民、数学、理科、音楽、美術、工芸、書道、保健体育、保健、看護、家庭、情報、農業、工業、商業、水産、福祉、商船、職業指導、宗教、英語、ドイツ語、フランス語、スペイン語、中国語、ロシア語」

## 通信教育部
- 全ての都道府県で科目試験を実施し、全国主要都市でスクーリングを開講しているほか、インターネットを利用した授業や試験を導入し、自宅などでスクーリングや科目試験を受けることが可能。オンデマンド授業（収録映像）等を整備し、大学に行かなくても卒業に必要な単位を修得できる。時間や場所を選ばず自分のペースで学習を進めることができる環境が整っている。
- 日本 e-Learning大賞2021で「オンライン授業支援特別賞」を受賞。
- 教職を目指す学生のために「教職相談室」を設置。
- 「教員採用試験対策ガイダンス」や「教員採用試験対策講座」などを開講。
- 法務省が定める「日本語教育機関の告示基準(イ)」を満たしたカリキュラムを設置している通信制大学は創価大学のみ。所定の必要単位を修得し、文学部人間学科を卒業することで、日本語教師の要件を満たすことが可能。
- 「社会福祉主事任用資格」を取得することができる。

### 経済学部
- 経済学科
  - 2026年4月開設、経済経営学部・ビジネス学科

### 法学部
- 法律学科
  - 「ファイナンシャルプランナー（FP）3級」合格のための試験対策科目を設置。

### 文学部
- 人間学科
- メジャー
  - 表現文化
  - 哲学・歴史学
  - 社会学
  - 異文化コミュニケーション（日本語）

### 教育学部
- 教育学科
  - 「社会教育主事任用資格」「社会教育士」の称号を取得することが可能。
- 児童教育学科
  - 取得可能な教員免許
    - 「幼稚園教諭1種免許状」「小学校教諭1種免許状」

- 両学科で、「児童指導員任用資格」「児童の遊びを指導する者任用資格」「児童福祉司任用資格」を取得することができる。

## 別科
- 日本語研修課程
  - 経済学部、経営学部、法学部、文学部、教育学部、理工学部に進学を希望する学生が必要な日本語を習得する課程。
- 特別履修課程
  - 創価大学で開講している専門科目および共通科目を受講することを希望する外国人学生を受け入れる課程。

## 付属研究所
| - 平和問題研究所 - アフリカ研究センター - アジア平和・公共性研究センター - 人間の安全保障研究センター - グローバル・ガバナンス研究センター - 池田大作記念創価教育研究所 - 池田大作研究センター - ジョン・デューイ研究センター - 生命科学研究所 - 国際仏教学高等研究所 | - 比較文化研究所 - シルクロード研究センター - 自然環境研究センター - 南アジア研究センター - 法科大学院要件事実教育研究所 - プランクトン工学研究所 - 糖鎖生命システム融合研究所 |

## 付属センター・施設
| - 国際平和研究センター - 中国・清華大学と創価大学の共同研究拠点。両大学が持つ海外各国の大学・研究機関とのネットワークを生かし、日中友好や世界平和の促進を目指す。共同フォーラムや講演会、研究会を行うほか、教員と学生の交換プログラムを実施。 - マレーシア研究拠点 - 異なる宗教、言語、文化、民族が並存する「複合社会」マレーシアを人文社会科学の視角から研究 - 国際戦略室 - グローバルコアセンター - 研究推進センター - 研究開発国際連携推進センター - SDGs推進センター - 地域・産学連携センター - リエゾンオフィス - キャリアセンター - 教職キャリアセンター - 会計税務教育センター - 行政教育センター - ジャーナリズムセンター - 法律教育センター | - ICT戦略室 - 情報ネットワークセンター - eラーニングセンター - ダイバーシティ・インクルージョン推進センター - 小中高理数系科目学習支援センター - ロシアセンター - 共通科目運営センター - 教育・学習支援センター - ワールドランゲージセンター - 総合学習支援センター - データサイエンス教育推進センター - 日本語・日本文化教育センター |

## 付属施設
- 保健センター
- 学生相談室
- 障害学生支援室
- 心理教育相談室

## 教育
1.初年次教育
- 教育内容の質を保証するため、初年次に教えられるべき内容を定め、教科書、教材、試験、評価基準などを統一している。また、英語をはじめとする外国語、基幹科目については、講師陣が学生の成績や教材、指導法などの情報を共有している。
- 入学後、全ての1年生は「初年次セミナー」に参加。学生10数名が1つのクラスのようなラーニング・コミュニティーを形成し、週1回講義を受ける。担当教員は、アカデミック・アドバイザーとして学生の様々な疑問や相談事に応えるなど、学生が安心して学べるサポート体制をとっている。

2.グローバルシティズンシッププログラム（GCP）
- それぞれの学部に所属したまま参加できる学部横断型プログラム
- 徹底した英語教育で世界に通用する英語力を養成　海外研修には奨学金給付（返還不要）により全員が参加
- 社会システムを読み解く力̶数理能力をトレーニング
- 独自ゼミでグローバルに活躍する人材を育成
- 開講科目
  - チュートリアル
  - プログラムゼミ
  - 社会システム・ソリューション
  - GCP英語

3.グローバルリーダーカレッジ
- 「Global」「Leader」の2つをキーワードに、社会を牽引する人財を育成するためのキャリアセンター主催の課外講座

4.副専攻制度
- 「幅広い学び」を保証するため、所属する学部学科以外の分野（学部）から体系的かつ深く専門領域を学べる制度。SDGs副専攻、データサイエンス副専攻、全ての授業を英語で実施するプログラム「English Medium Program」。

5.各学部・研究科にグローバル教育プログラムが設置されている。
6.English Medium Program【EMP】（各学部・研究科に設置）
- 留学生・日本人学生ともに、英語の授業のみで卒業できるコース

7.アクティブ・ラーニング
- 学生が能動的に学習に参加をする取り組み。社会が求める社会人基礎力（コミュニケーション能力、課題発見・解決能力など）を育成
- アクティブ・ラーニングを早期に取り入れ、現在多くの授業で実施。全国の大学の中でもアクティブ・ラーニングで大学教育を刷新するトップクラスとして公に高い評価を得ている。
- アクティブ・ラーニングの特徴
  - グループ演習
  - プレゼンテーション
  - ディベート
  - フィールドワーク
  - PDCAサイクルの徹底
  - LTD学習法を活用した反転学習

8.データサイエンス教育
- 文部科学省「数理・データサイエンス・AI教育プログラム認定制度」に認定
- データサイエンス副専攻を導入
- 「データサイエンス入門」の全学必修化
- 文系の学生であっても主体的にデータサイエンスを学べるように、学修ステップを明示し、学生の希望やレベルに応じた教育プログラムを用意
  - ステップ0：全学リテラシー教育、全学必修科目「データサイエンス入門」
  - ステップ1：データサイエンス基礎教育、応用基礎(データサイエンスの基礎になる2科目6単位)＋基礎統計学
  - ステップ2：自らの専門における課題解決、データサイエンス副専攻
  - ステップ3：AIを活用して課題解決、理工学部情報システム工学科生を対象としたデータサイエンス教育

9.SDGsの取り組み
- 「国連アカデミック・インパクト」に加盟し、国連機関等と連携しながらSDGs（持続可能な開発目標）が目指す社会の構築にむけ、教育・研究活動を展開している。

10.創価コアプログラム（共通科目）
- ロシア語・中国語インテンシブコース[54]、2026年度スタート
  - 2026年度より、全学部の学生を対象とした「ロシア語インテンシブコース」および「中国語インテンシブコース」がスタート。どちらのコースも、単に第二外国語を学ぶのではなく、「もうひとつの専門」として本格的に外国語を学ぶことができる、ロシア語および中国語に特化した学部横断型の特修プログラム。

| - 基礎科目 - 初年次セミナー - 学術文章作法 - 思考技術基礎 - 大学科目 - 人間教育論 - 人間教育論応用 - 創価教育論 - 現代文明論 - 大学史の中の創価大学 - 共通基礎演習 - 言語科目 - English Communication Advanced Intensive - Test Preparation TOEFL - Test Preparation TOEIC - English for Study Abroad - TOEFL Preparation for Study Abroad - Professional English for Career Development - TOEIC Preparation for Career Development - English Summer intensive - TOEFL iBT Summer intensive - IELTS Summer Intensive - English Winter intensive - TOEFL iBT Winter intensive - IELTS Winter Intensive - Academic Foundations for Global Mobility - English Language Skills for Global Mobility - ドイツ語 - フランス語 - 中国語 - スペイン語 - ロシア語 - イタリア語 - 韓国語 - ポルトガル語 - アラビア語 - スワヒリ語 - タイ語 - トルコ語 - ブルガリア語 - インドネシア語 - ベトナム語 - 言語演習 - 世界市民教育科目 - 平和・人権・環境・開発科目 - 平和学入門 - 平和と人権 - ライフイベントとジェンダー - 環境問題入門 - 環境と開発 - 現代マスコミ論 - 地域研究 - 日本研究 - 世界市民教育演習 - サービスラーニング・リーダーシップ科目 - 留学のための国際理解 - ボランティア入門 - ボランティア実習 - 国際ボランティア実習 - 八王子学 - トップが語る現代経営 - スマート・リーダーシップ - 総合科目特講 | - 数理・データサイエンス・自然科目 - 基礎数学 - 統計学入門 - コンピュータ・リテラシー - 大学生のための情報・デジタルリテラシー - AI基礎 - データサイエンス入門 - データサイエンス演習 - プログラミング - 物理科学 - 情報科学 - 生命科学 - 環境科学 - 人文・社会・健康科目 - 人文科学系 - 音楽 - 美術 - 哲学入門 - 倫理学入門 - 宗教学入門 - 文学入門 - 歴史入門 - 言語学入門 - 社会科学系 - 法学入門 - 日本国憲法 - ミクロ経済学入門 - マクロ経済学入門 - 経営学入門 - 社会学入門 - 国際関係論入門 - 政治学入門 - 心理学入門 - 教育学入門 - 教養地理学 - 健康科学系 - 体育実技 - 体育講義 - スポーツフィジカルサイエンス - 学際系 - 共通総合演習 - キャリア教育系科目 - キャリアデザイン基礎 - キャリア開発フォーラム - ワールドビジネスフォーラム - グローバル社会とキャリア演習 - 留学生のためのキャリアデザイン基礎（日本語） - 留学生のためのキャリアデザイン基礎（英語） - 留学生のためのキャリアコミュニケーション - 次世代産業とキャリア演習 - グローバル社会と次世代産業 - 公共キャリア演習 - 企業研究 - キャリアビジョン演習 - 留学生のためのキャリアビジョン演習 - キャリアトランジション演習 - インターンシップ入門 - インターンシップ - 海外研修・実習科目 - 海外短期研修（ドイツ語 フランス語 中国語 スペイン語 ロシア語 イタリア語 韓国語 国際理解） - 海外インターンシップ |

## 研究
- SATREPS（地球規模課題対応国際科学技術協力プログラム）（国立研究開発法人科学技術振興機構・独立行政法人国際協力機構）
  - 理工学部
    - 研究課題
      - 微細藻類大量培養技術の確立による持続可能な熱帯水産資源生産システムの構築
      - ナイルの源流エチオピア・タナ湖で過剰繁茂する水草バイオマスの管理手法と有効利用プロセスの確立

- 難治性疾患実用化研究事業（国立研究開発法人日本医療研究開発機構)
  - 糖鎖生命システム融合研究所
    - 研究課題
      - 糖鎖異常関連疾患のワンストップ検査体制の構築と簡易診断法の開発

- 統合化推進プログラム（国立研究開発法人科学技術振興機構）
  - 糖鎖生命システム融合研究所
    - 研究課題
      - 異分野融合を志向した糖鎖科学ポータルのデータ拡充と品質向上
      - 糖鎖科学ポータルの構築

- 成長型中小企業等研究開発支援事業（Go-Tech事業）（中小企業庁）
  - 理工学部
    - 研究課題
      - 水環境インフラ点検に資するIoT向け省電力オール光ファイバ水位計測システムの開発

- ハイテク・リサーチ・センター整備事業
  - 理工学研究科
    - 研究プロジェクト
      - 生体分子ナノアーキテクチャに立脚したマイクロデバイス創出プロジェクト
      - 中枢神経系の発生・分化および病態における糖鎖機能の解明-再生医療への応用をめざして-

- 私立大学社会連携研究推進事業
  - 理工学研究科
    - 研究プロジェクト
      - 測位/光神経複合センサノードによるユビキタス・モニタリング・ネットワークの開発とその産業応用への展開

- 産学連携研究推進事業
  - 環境技術開発共同研究センター
    - 研究プロジェクト
      - 嫌気および好気分解プロセスを併用した持続可能な有機物の高分解処理による効率的エネルギー回収システムの開発

- オープン・リサーチ・センター整備事業
  - 創価大学国際仏教学高等研究所
    - 研究プロジェクト
      - 仏教文献学研究センター

- 私立大学戦略的研究基盤形成支援事業
  - 事業名
    - モデル生物による in vivo 糖鎖生物学 -ES細胞から病態モデルへ-
    - 低炭素社会形成のための生物・熱化学プロセスによるバイオマス資源循環利活用技術の研究開発
    - マイクロ流体ディスクによる生命現象のハイスループットな解析
    - 圧力を利用した細胞の非凍結保存・輸送技術の研究開発
    - 協同教育研究推進プロジェクト

- 未踏ターゲット事業（独立行政法人情報処理推進機構）
  - プロジェクト名
    - バミューダン・オプションの価格および感応度評価に用いる量子深層学習ツールの開発

- 「次世代研究者挑戦的研究プログラム～博士後期課程学生の挑戦を支援する～」（国立研究開発法人科学技術振興機構）
  - プロジェクト名
    - In silico, in vitro, in vivo 融合型研究者育成プログラム

- 文部科学省に採択された特色ある取り組み[55]
  - 特色ある大学教育支援プログラム
    - 「学生中心の大学」のための教育・学習支援 －教育・学習支援センターの取り組み－

  - 法科大学院等専門職大学院教育推進プログラム
    - 法科大学院における要件事実教育の充実と発展

  - 資質の高い教員養成推進プログラム
    - 学校現場との連携による教職キャリア形成 －地域教育委員会・学校、附属校との協働による教員養成プロジェクト－

  - 大学教育の国際化推進プログラム
    - 協同教育の先進的国際センターを目指して（協同教育の国際的ネットワークづくり）
    - 多彩な国際交流と若手研究者養成プログラム（実現ボラティリティによる金融市場の分析　日本・欧州村落共同体の経済学的比較分析）

  - 特色ある大学教育支援プログラム
    - グローバル化時代の経済学教育 －英語で学ぶ経済学が未来を切り開く－

  - 現代的教育ニーズ取り組み支援プログラム
    - 学生が協調的に作問可能なWBT(Web Based Training)システム －ICT(Information and Communication Technology)を活用した自律的学習の推進－

  - 大学教育充実のための戦略的大学連携支援プログラム
    - 八王子未来学の構築を目指した大学・市民・行政からなる大学連携と実践活動の高度化

  - 大学教育充実のための戦略的大学連携支援プログラム（総合的連携型）
    - 北海道・関東・東海・近畿の大学連携による「知域」拡大プロジェクト

  - 大学教育・学生支援推進事業【テーマA】大学教育推進プログラム（大学における教育の質保証の取り組みの高度化）
    - 初年次・導入教育を支える学習支援体制整備

  - 大学教育・学生支援推進事業【テーマB】学生支援推進プログラム（就職支援の強化など総合的な学生支援）
    - ポートフォリオ等を活用した進路就職決定率と満足度向上の取り組み

  - 大学生の就業力育成支援事業
    - 学問・世界・仕事へのリンクが育む就業力　専門教育と就業力をつなげるカリキュラムならびに個別学習マップの構築

  - 大学間連携共同教育推進事業
    - 学士力養成のための共通基盤システムを活用した主体的学びの促進
- グローバル人材育成推進事業（特色型）
  - 海外修学体験機会の拡大
  - 英語学習プログラムの拡充
  - 学士課程授業科目の英語化推進
  - 留学支援体制の拡充
  - 外国人留学生等の受入数拡大
  - 教職員の国際化
- 大学教育再生加速プログラム[56]
  - 本事業では、アクティブ・ラーニング(AL)導入科目の質的向上により授業外学習時間の増加と理解度の向上を図り、様々な評価指標の開発を通じてALの学修成果の可視化を加速させ、評価の文化を醸成する。AL手法を導入した、学年進行に応じた学修成果測定を主な機能とするアセスメント科目(3つのアセスメント･ゲート)を用意し、教える側と学ぶ側、双方がその科目の目標達成にどの程度貢献できたのかを点検する体制を整える。
- スーパーグローバル大学創成支援事業[57]
  - 途上国（アフリカ等）を含む多様な地域の大学との交流拡大
  - 日本人学生のほぼ全員を海外派遣
  - 外国人留学生を全学生の約15%に拡大
  - サポート体制の拡充（寮・奨学金・単位認定制度等）
  - 学部共通科目に「世界市民教育科目群」を設置
  - 全学部共通科目の英語による提供
  - 全学部でのEnglish Trackの本格的展開
  - 語学教育体制とTOEFL等による外国語力アセスメントの強化
  - 外国人教職員の拡大と管理職登用
  - 多彩なFD・SDプログラムの展開
  - 事務職員の語学力育成研修・海外派遣
  - 「グローバル・コア・センター」開設
  - 「国際平和学研究科」開設
- 私立大学研究ブランディング事業[58]
  - 事業目的
    - 理系・文系の研究領域を融合することで、特色ある学際的研究分野として「プランクトン工学」を提案し、途上国における環境保全と飢餓解消に貢献する持続可能な循環型社会システムの構築を目的としている。「プランクトン工学」とは、クロレラやスピルリナなどに代表されるプランクトンの自然界における機能を利用し、環境改善、バイオマス生産、有価物の製品・商品化、ビジネスモデルの構築などを通して人間社会を豊かにする新たな総合工学分野である。本事業では、理系学部・研究科により、途上国に適した廃棄物・廃水からのエネルギー回収技術、栄養塩循環技術、現地産プランクトンによるバイオマス・有価物生産技術を研究開発する。文系学部・研究科により、バイオマスと有価物の高機能飼料・健康補助食品化などの製品・商品化、現地の若手技術者・起業家などへの環境教育・経済教育を実施する。本事業を通して本学学生に実践的教育を実施することで、「国際社会で活躍できる人材を輩出する大学」としてブランドを確立する。

  - 研究テーマ
    - 途上国に適した廃棄物・廃水からのエネルギー回収・栄養塩抽出技術の研究開発
    - 現地産プランクトンによるバイオマス・有価物生産技術の研究開発
    - バイオマスと有価物の製品・商品化に向けた国際的なバリューチェーンの提案・構築
    - 現地の若手技術者・研究者・起業家への環境教育・経済教育
- 大学の国際化促進フォーラム事業（幹事校：東京大学　連携大学：創価大学、東北大学、京都大学、大阪大学、九州大学、早稲田大学、慶應義塾大学、愛媛大学）
  - プロジェクト名
    - 【国際競争力強化に向けた「戦略的パートナーシップ」のネットワーク構築プロジェクト】
      - 海外大学との戦略的パートナーシップに係る課題とグッド・プラクティス等の経験や実績を、実施大学や検討大学と共有し横展開を図ることで、戦略的パートナーシップ構築に係るネットワークを構築する。また、大学特性毎、ポストコロナにおける戦略的パートナーシップへの考察も行い、広く社会に情報発信していくことで、戦略的パートナーシップの意義への理解や認知度を高め、我が国の高等教育の国際通用性・競争力向上を図る。
- ⼤規模学術フロンティア促進事業（創価大学、東海国立大学機構（名古屋大学、岐阜大学）、大学共同利用機関法人自然科学研究機構）
  - プロジェクト名
    - ヒューマングライコームプロジェクト
      - 情報基盤確立
        - 糖鎖基盤情報（ヒト糖鎖精密地図、ヒト疾患関連糖鎖カタログ、糖鎖生合成アトラスの各情報）を取得し、そのデータを活用するためのナレッジベース：TOHSA を構築する。

      - 設備・技術基盤確立
        - ヒト糖鎖に関する網羅的情報を取得するために必要な最先端設備、情報基盤確立を加速する革新的技術（迅速グライコプロテオミクス（GP)全自動装置、糖鎖の4次元構造可視化システム）の開発。

      - 連携基盤確立
        - ナレッジベース TOHSA を活用したシステム：オープンミックスラボの基盤を構築・運用し、糖鎖関連新技術、新知見を創出する。
- 私立大学等改革総合支援事業タイプ4「社会実装の推進」
  - URA（リサーチ・アドミニストレーター）や有資格者の配置による産学連携支援体制の強化、企業との共同研究や大学での研究成果に基づく特許の取得と戦略的活用、創価大学発ベンチャー企業の活躍等、近年の地域・産学連携センターでの取組が評価された。
- JST（国立研究開発法人科学技術振興機構）「次世代研究者挑戦的研究プログラム（SPRING）」
  - プロジェクト名
    - In silico, in vitro, in vivo, in mundo融合型博⼠⼈材育成プログラム
      - 情報科学、⽣命科学、環境科学、社会科学、⼈⽂科学の分野から、優秀な志ある博⼠後期課程学⽣を選抜し、キャリア開発・育成コンテンツと多分野の多様な学⽣間の交流を通じて専⾨分野以外の知識や技術の習得をうながし、それらを統合した幅広い視野を養う。さらに、多様な留学⽣や海外研究者との交流を通じて国際性を養い、企業等を含めた多様なキャリアパスで活躍できる融合型博⼠⼈材へと導く。

## 留学制度

### 交換留学
学生交換協定を締結している海外諸大学への留学。単位交換申請が可能。

### 認定留学
学部授業の単位取得を前提とした在学私費留学をする学生への支援制度。留学期間中の創価大学学費半額相当分を上限に奨学金が支給される。

### 1セメスター語学留学
アメリカの交流大学から留学先を1校選び、秋学期（1セメスター）中に、アメリカの交流校が募集する短期集中英語プログラムに数カ月～半年間参加し、英語力のレベルアップを図る学生を支援（海外傷害保険代を大学が負担）する留学プログラム。
- デラウェア大学
- マイアミ大学
- ニューヨーク州立大学オルバニー校

### ダブル・ディグリーコース
本学と海外交流校の2つから学位を取得できるコース。
- 法学部
  -  イギリス バッキンガム大学
- 文学部
  -  中国 北京語言大学（2025年度生の派遣をもって終了）

### ダブル・ディグリープログラム
- 大学院理工学研究科環境共生工学専攻（博士前期課程）
  -  スペイン バリャドリッド大学
    - 双方の学生が、修得単位を互換し、所定の期間で、双方の修士課程の学位を得ることのできるプログラム。本プログラムに選抜された本学の学生は、1年次に所定の科目を修得し、2年次に半年間バリャドリード大学へ留学する。2年次の秋学期は帰国し、本学にて所定の科目の修得と修了を目指す。

### 海外短期研修
交流校で、語学学習、異文化体験を夏季休暇中・春季休暇中に行う海外研修。

### 海外インターンシップ研修
生きた英語力の向上と、就業力を身につけることを目的として、夏季休暇中・春季休暇中に文化体験とインターンシップを行う海外研修。現地への派遣確定後に、給付型の創価大学国際奨学金が支給される。

### 海外ボランティア
夏季休暇中・春季休暇中に、約2週間のボランティア活動に参加するプログラム。現地への派遣確定後に給付型の創価大学国際奨学金が支給される。

### 各学部・研究科主催の留学＆研修
- 経済学部
  - インターナショナルプログラム（IP）海外グローバル研修
    - IPハワイ・グローバル研修

  - 学部間協定
    -  タイ チュラロンコン大学経済学部
    -  アメリカ ハワイ大学マノア校
- 経営学部
  - グローバルプログラムミッション（GPミッション）
    - 地球市民としての企業研修
      - 国際機関や大学、企業などでの研修

    - グローバルビジネス教育プログラム
      -  イギリス レディング大学
      -  イギリス バッキンガム大学
      -  カナダ ヴィクトリア大学
      - 国際労働組合総連合

  - 海外ビジネススクール留学プログラム
    -  イギリス バッキンガム大学
    -  フランス レンヌ第一大学
    -  スイス フリブール大学ビジネススクール
    -  スイス ジュネーブ大学ビジネススクール
    -  ベトナム ホーチミン市経済大学
    -  ベトナム ベトナム国家経済大学
    -  カナダ ヴィクトリア大学

  - 学部間協定
    -  スイス フリブール大学ビジネススクール
    -  スイス ジュネーブ大学ビジネススクール
    -  韓国 ソウル市立大学経営学部
- 法学部
  -  イギリス Peace＆Human Rights バッキンガム大学長期留学制度[59]
  -  イギリス ウォーリック大学交換留学制度
  -  ノルウェー オスロ大学交換留学制度
- 文学部
  -  イギリス バッキンガム大学短期語学研修
- 教育学部
  - 学部間協定
    -  ドイツ ライプツィヒ大学
    -  中国 首都師範大学
    -  フィリピン フィリピン師範大学
    -  アメリカ カリフォルニア州立大学フラトン校
    -  カナダ ゲルフハンバー大学
    -  カナダ ウォータール―大学レニソン校
- 理工学部
  - 国際技術協力EP
  -  マレーシア プトラ・マレーシア大学
  - 学部間協定
    -  中国 浙江大学農業生命環境学部
    -  タイ カセサート大学水産学部
- 看護学部
  - 国際看護研修
  -  スウェーデン
  -  ドイツ エスリンゲン大学
  -  ザンビア ザンビア大学
  -  韓国 仁済大学
  -  フィリピン キャピトル大学
  - 学部間協定
    -  フィリピン フィリピン大学マニラ校
    -  アメリカ カリフォルニア大学サンフランシスコ校
- 国際教養学部
  - 1セメスターの海外英語圏大学への留学が必修。
  - 留学先
    -  マレーシア マラヤ大学
    -  アメリカ 南カリフォルニア大学
    -  カナダ ナイアガラカレッジ
    -  オーストラリア グリフィス大学
    -  オーストラリア クイーンズランド工科大学
    -  ニュージーランド オークランド大学

  - 学部間協定
    -  タイ タマサート大学教養学部
    -  マレーシア マレーシア国民大学人文社会科学部

  - 学部短期研修
    -  マレーシア インターナショナル・フィールドワーク
- 大学院文学研究科国際言語教育専攻
  - TESOL 協定プログラム
    -  タイ キングモンクット工科大学

## 施設

### キャンパス

#### 映画・テレビドラマ撮影など
キャンパスが日本のテレビドラマや映画などの撮影のためのロケーション地として使用されており、公式ウェブサイトを通じてその情報公開もしている。

#### 校舎

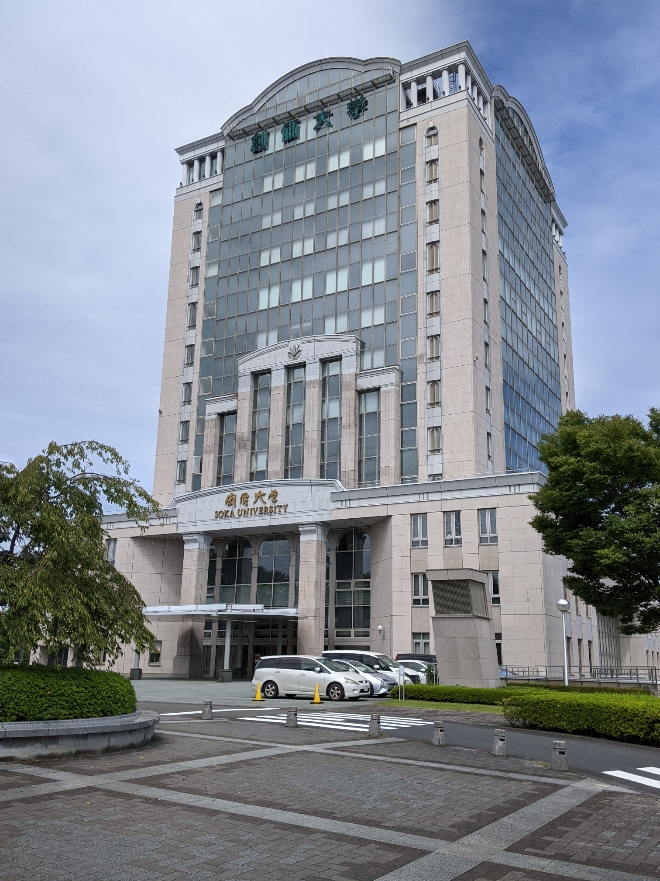
創価大学本部棟

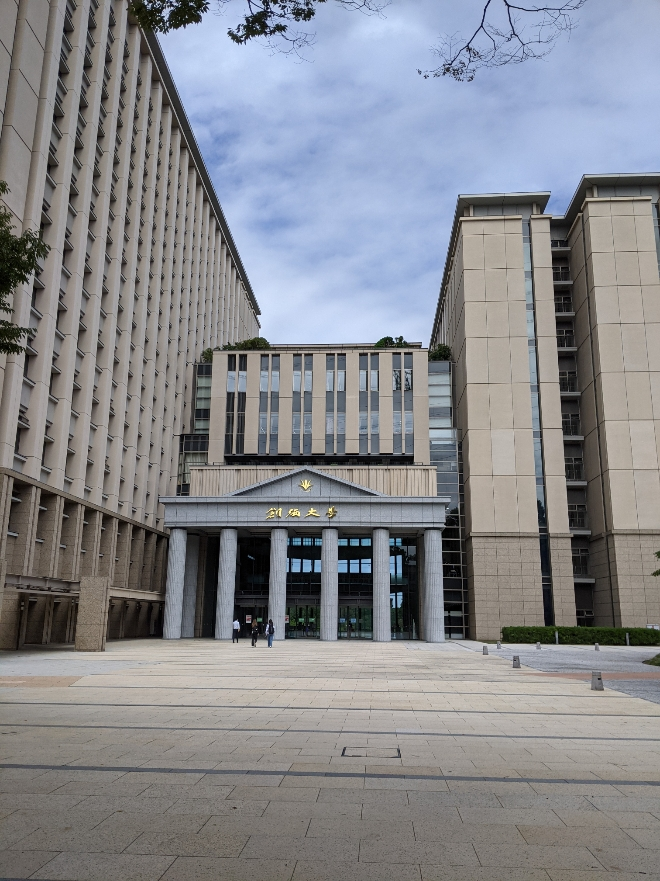
創価大学中央教育棟

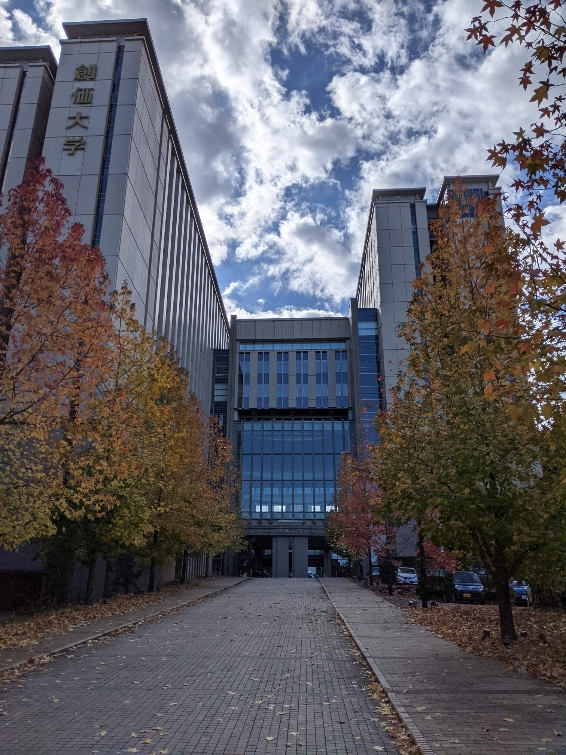
創価大学中央教育棟（創大門側）

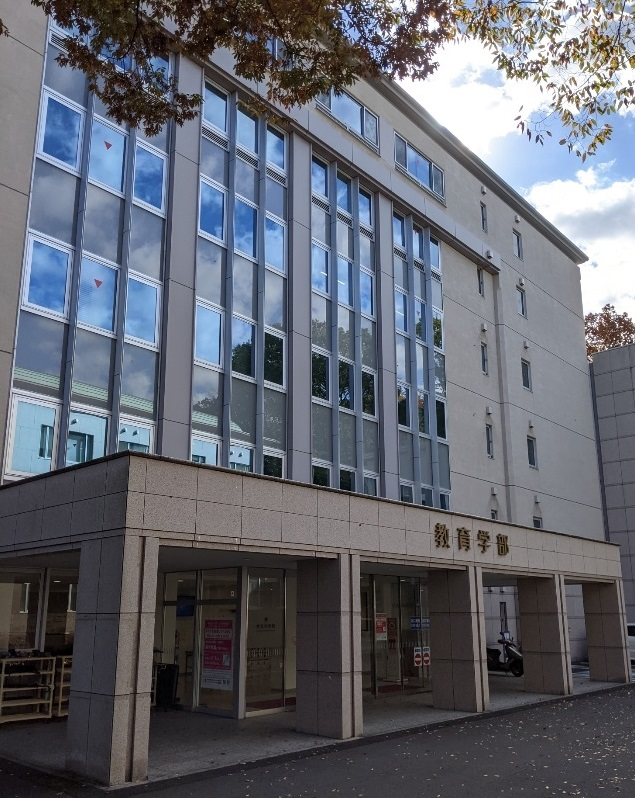
創価大学教育学部棟

- 本部棟

1999年9月落成。地上18階建て。法学部、法科大学院が使用。通信教育部事務室、模擬法廷教室、国際会議場、カフェテリア等がある。
- 中央教育棟 GLOBAL SQUARE

2013年9月落成。中央棟は地上7階・地下2階建て、東棟は地上9階・地下3階建て、西棟は地上12階・地下2階建て。経済学部、経営学部、文学部、国際教養学部、別科が主に使用。また、学生課、教務課、国際課、キャリアセンター、保健センター、アドミッションズセンターなど学生生活に関わる事務業務全般がここで行われている。
- 文系校舎A棟（2015年8月まで使用）

中央教育棟落成以前は、経済学部、経営学部、文学部が主に使用していた。教育学部棟増改修工事中（2014年8月～2015年8月）は、教育学部が使用していた。
- ラーニング棟（2015年8月まで使用）

文系校舎A棟の地下にあり、音楽教室、ピアノ自習室があった。
- 教育学部B棟

教室、研究室の他に音楽教室、教職キャリアセンターがある。
- 教育学部棟別館

美術教室、陶芸実習室、理科実験室、ピアノ練習室がある。
- 文系校舎C棟

中央教育棟落成以前は、文学部が主に利用。現在は平和問題研究所、国際仏教学高等研究所、比較文化研究所、創価教育研究所、ロシアセンター等の研究室がある。
- 理工学部棟（E棟、F棟、G棟、K棟、P棟、RD棟）

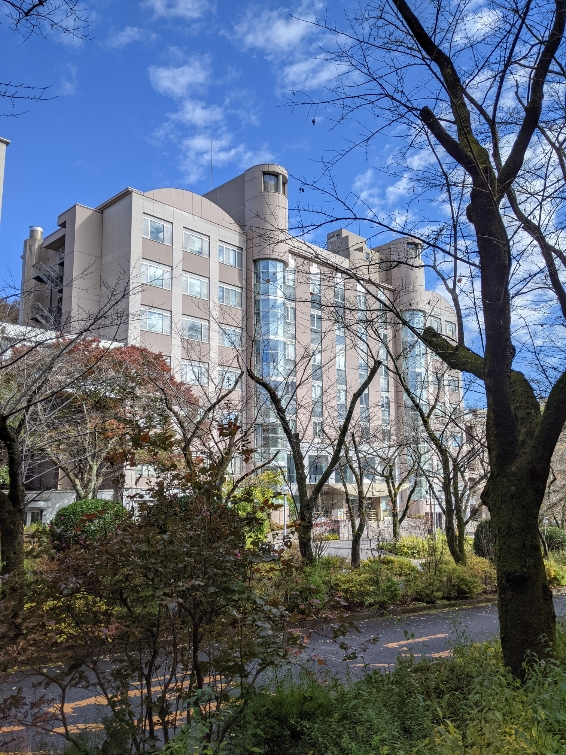
創価大学理工学部棟

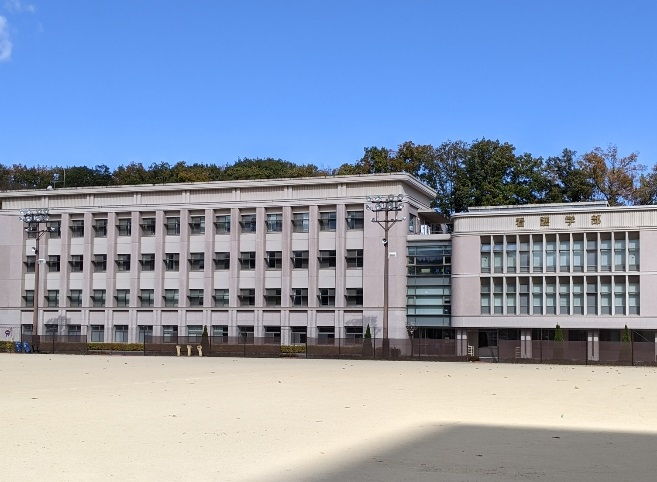
創価大学看護学部棟

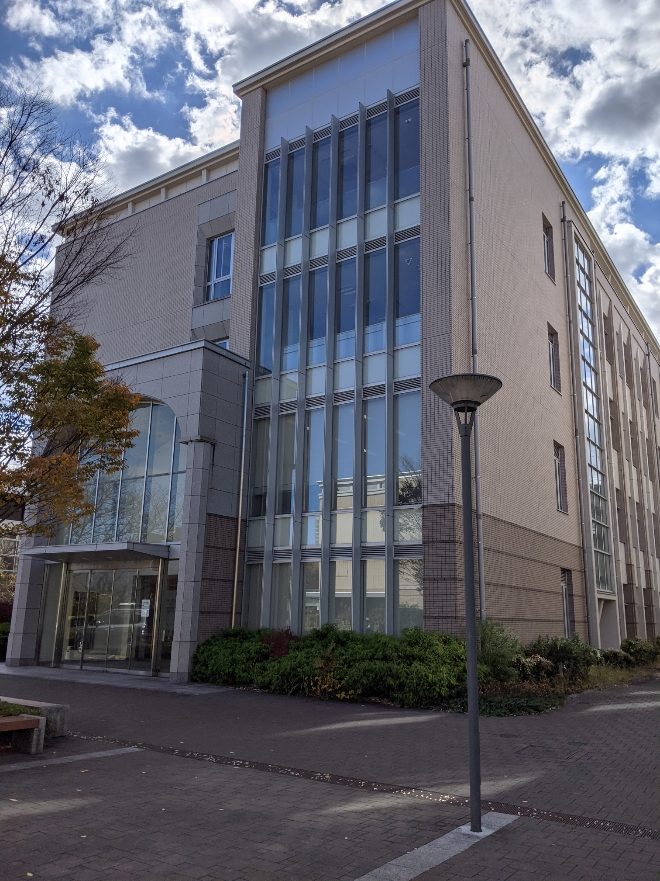
創価大学教職大学院棟

- 看護学部棟

- 教職大学院棟

- 大教室棟

#### 図書館

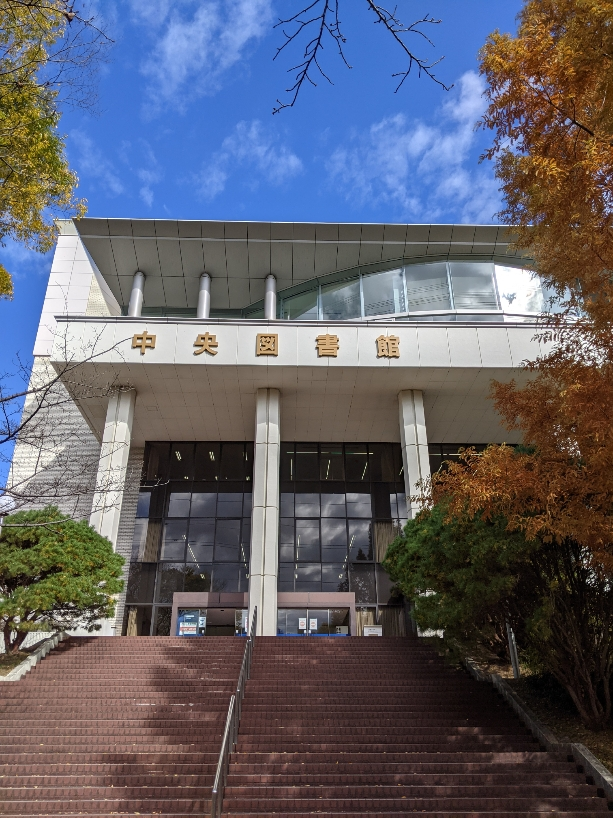
創価大学中央図書館

- 中央図書館

地上5階、地下1階の建物で約110万冊の蔵書を誇る。一般にも開放されており、閲覧室以外にも、パソコンルームや視聴覚室などもある。
また、創立者池田大作より寄贈された7万冊からなる「池田文庫」も所蔵されている。1997年5月8日に開設。池田は「学生の皆さんが、大いに読み、活用して実力を磨き、成長してくれるならば、こんな嬉しいことはない」として寄贈した。蔵書は、哲学、歴史、社会科学、自然科学、芸術、文学などに及ぶ。
- フレイザー図書館（理工学部）

イギリス・グラスゴー大学のウィリアム・フレイザー学長（1997年来学）にちなむ。理工学部E棟の1階および地下階からなる。自然科学系の資料を中心に配架し、理工学部の教員、学生の研究・学習活動を支援する。
- 白樺図書館（看護学部）
- 法科大学院図書室

#### 池田記念講堂

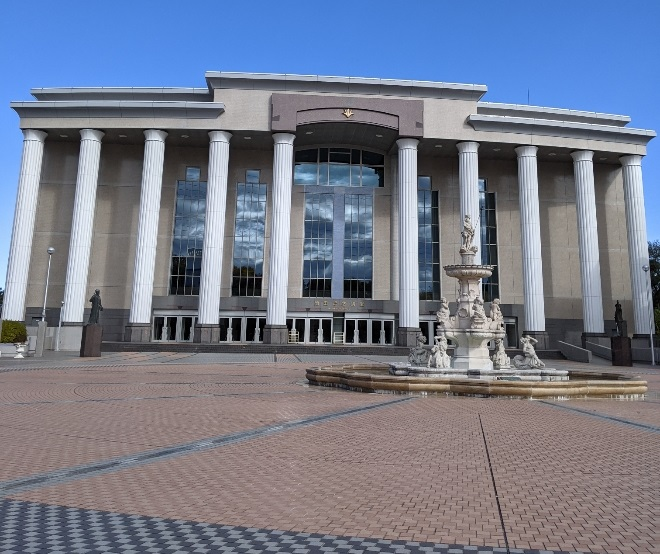
創価大学池田記念講堂

1991年3月落成。キャンパス中央部に位置する。新古典主義のギリシャ風の講堂。地上6階、地下1階建て、3層構造で収容人数約4000名の大ホール。入学式・卒業式をはじめとする主要行事は全てここで行われる。同時通訳可能な通訳システムなどを備えている。広い前庭の中心には噴水があり、アメリカの詩人ウォルト・ホイットマン、ウズベキスタンの詩人アリシェール・ナワイーの銅像が並んでいる。

#### 体育施設
- 総合体育館

- 白百合体育館
- 松風センター（柔道場、剣道場）
- 太陽の丘クラブハウス（体育会部室）
- 光球クラブハウス（硬式野球部）
- 第一グラウンド
- 池田記念グラウンド（陸上競技）
  - クロスカントリーコースを併設

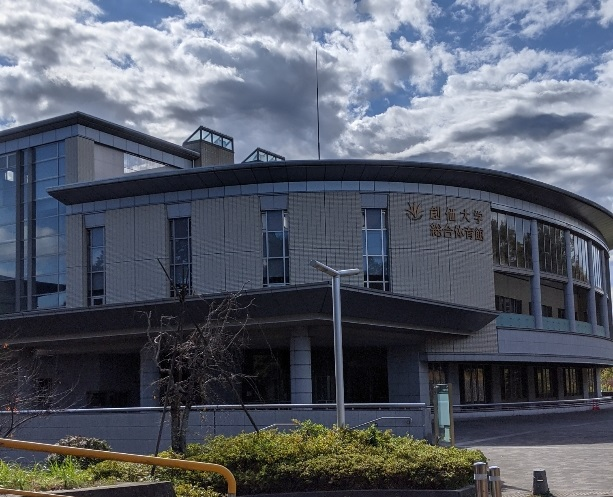
創価大学総合体育館

- ビクトリーグラウンド（サッカー場、ラグビー場）
- ビクトリーコート（テニスコート〉
- ワールドグラウンド（野球場〉

#### 学生食堂[62]
- ニュープリンスホール（大教室棟1Fに併設）
- ニューロワール
- グランカフェ（中央教育棟4Fに併設）

#### 自習室
- 創大時習館（文系大学院生専用自習室）
- 学修館（法科大学院生専用自習室）

#### その他

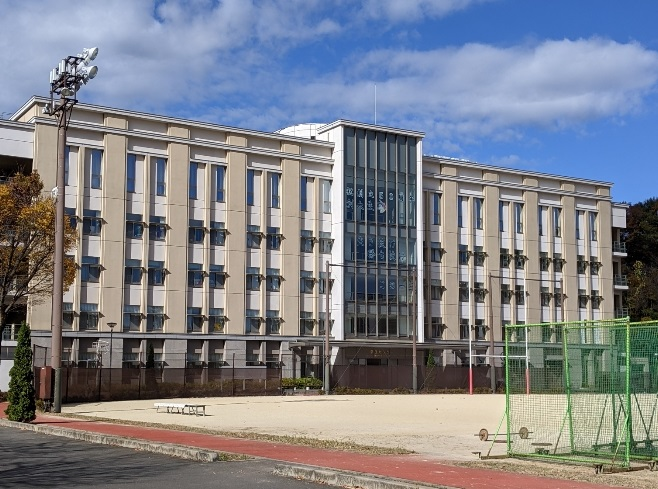
創価大学学生センター

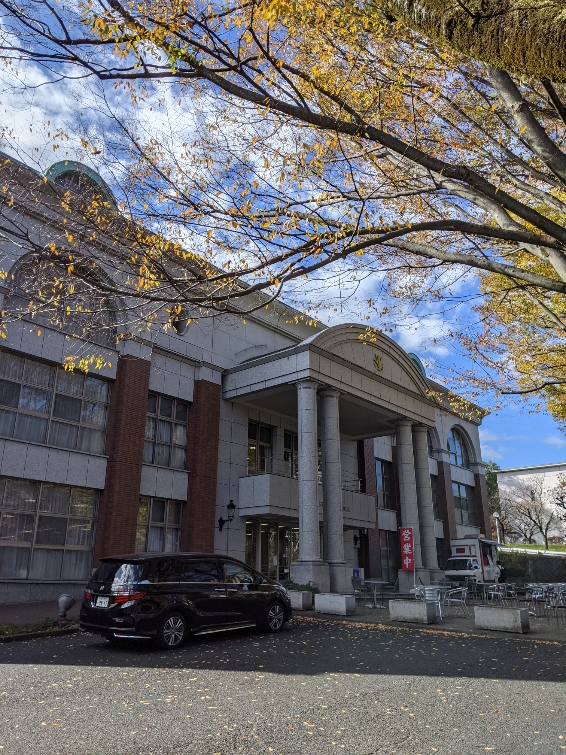
創価大学学生ホール

- 正門
- 栄光門
- 創大門
- ラーニングコモンズSPACe[63]

少人数のアクティブラーニングからグループディスカッション、プレゼンテーションまで、さまざまな使い方ができる「ラーニングアリーナ」、オリジナルテーブルで課題に取り組むことができる「ピアラーニングゾーン」、能動的な語学学習を進める「WLC Self-Access Center」などが設置されている。
- 保健センター
- 学生センター（学生自治会、学友会、部室）

- 学生ホール

購買（創学サービス）、銀行ATM、自習室などがある。2Ｆに「Sローソン創価大学店」を併設。
- 緑風合宿所
- ローソン 創価大学店

中央教育棟地下1階に併設
- 創価大学つばさ保育所[65]
- 東洋哲学研究所
- ゲストハウス（教員専用宿舎）

#### 校外施設
- 箱根セミナーハウス
- 菅平セミナーハウス

### 学生寮
創価大学には、学生寮として、男子学部生寮が4つ、女子学部生寮が7つある。その他、大学院生寮、留学生寮、スポーツ寮がある。

#### 学部男子寮

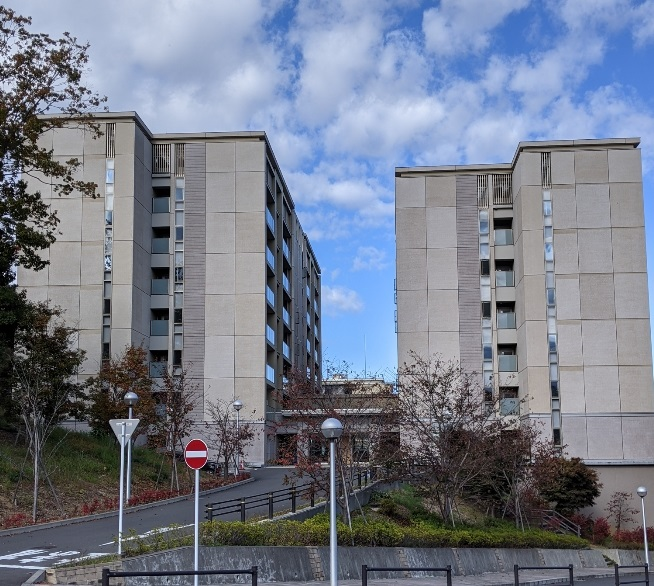
創価大学滝山国際寮

- 友光寮
- 宝友寮
- 滝山国際寮（国際学生寮）

#### 学部女子寮
- 創春寮
- 白萩寮
- 桜香寮
- 朝霧寮
- 香峯寮
- 陽光寮
- 万葉国際寮（国際学生寮）

#### 大学院生寮
- 桂冠寮
- 正義寮
- 創英寮
- パイオニアホール
- ゼフィール

#### 男子留学生寮
- 滝山国際寮

#### 女子留学生寮
- 万葉国際寮
- 秋桜寮
- サンフラワーホール

#### スポーツ寮

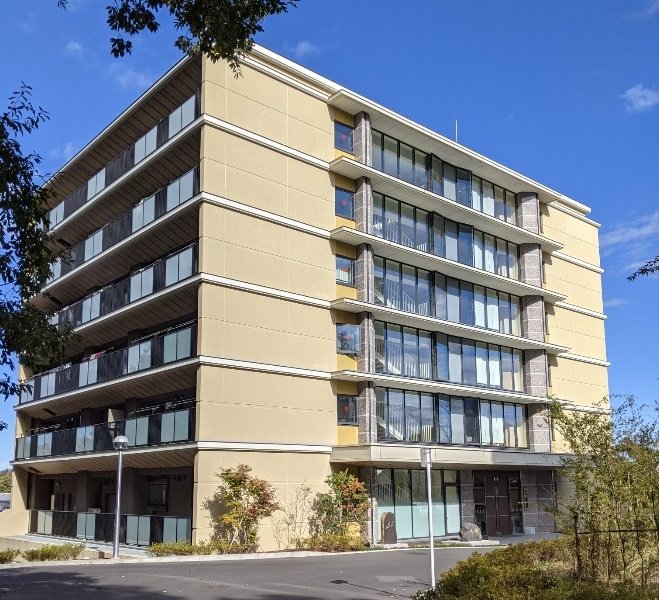
創価大学光球寮（硬式野球部）

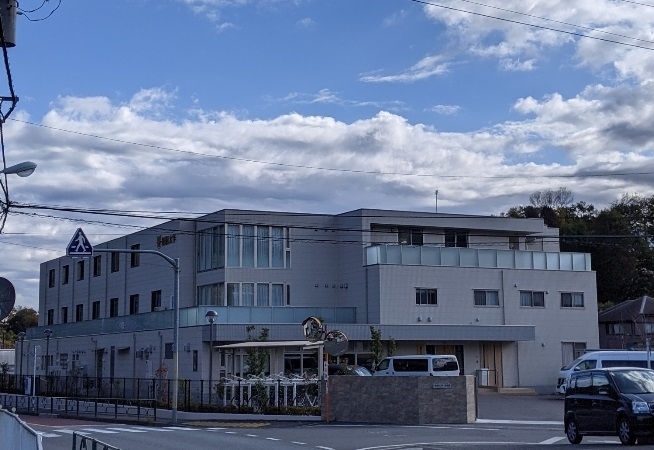
創価大学白馬寮（駅伝部）

- 光球寮（硬式野球部）

- 誓伸寮（男子柔道部）
- 誓峯寮（女子柔道部）
- 白馬寮（駅伝部）

## 入学試験

### 学部
- 総合型選抜・PASCALパスカル入試（LTD方式）
- 総合型選抜・グローバル人材育成入試（GCP型・グローバル特色型）
- 総合型選抜・小論文方式
- 総合型選抜・基礎学力方式（専願型・併願型）
- 総合型選抜・国際バカロレア入試
- 総合型選抜・女子特別選抜（理工学部）
- 学校推薦型選抜・指定校推薦入試
- 一般選抜・大学入学共通テスト利用入試（前期3科目方式）
- 一般選抜・大学入学共通テスト利用入試（前期4科目方式）
- 一般選抜・大学入学共通テスト利用入試（後期3科目方式）
- 一般選抜・全学統一入試
- 一般選抜・一般入試（3科目方式）
- 一般選抜・一般入試（2科目方式）
- 編入学入試
- 理工学部編入学試験（高専） 3年時に編入
- 帰国学生入試
- 学部外国人学生入試
- スポーツ推薦入試
- 創価女子短大推薦編入学試験

### 文系研究科
- 博士前期課程・修士課程
- 春入学
  - 学内選考試験（全研究科）
  - 特別学内選考試験I期（経済学研究科・法学研究科・文学研究科）
  - 特別学内選考試験II期（経済学研究科・法学研究科・文学研究科）
  - 特別学内選考試験Ⅲ期（経済学研究科・法学研究科・文学研究科）
  - 一般入試第I期（経済学研究科・法学研究科・文学研究科《国際言語教育専攻英語教育専修を除く》・教育学研究科）
  - 一般入試第II期（文学研究科国際言語教育専攻(英語教育専修のみ）・国際平和学研究科)
  - 一般入試第III期（法学研究科・文学研究科《国際言語教育専攻英語教育専修を除く》・教育学研究科）
  - 学士・修士5年一貫教育プログラム（英語教育専修　臨床心理学専修を除く）
- 秋入学
  - 一般入試（経済学研究科経済学専攻国際ビジネス専修・文学研究科国際言語教育専攻）
- 外国人学生入試
  - 春入学（英文学専攻を除く文学研究科　教育学研究科）
  - 秋入学（日本語教育専修）
- 博士後期課程
  - 進学選考試験（全研究科）
  - 一般入試（全研究科）

### 理工学研究科
- 博士前期課程
  - 学士・修士5年一貫特別学内選考試験
  - 学内選考試験（春季・秋季）
  - 一般選抜試験（I期・II期）
  - 特別選抜（社会人）試験（I期・II期）
  - 特別選抜（帰国学生）試験
  - 外国人学生入試（春入学）
  - 外国人学生入試（秋入学I期・II期）
  - 学士・修士5年一貫教育プログラム
- 博士後期課程
  - 一般選抜試験
  - 特別選抜（社会人）試験（I期・II期）
  - 特別選抜（帰国学生）試験
  - 外国人学生入試（春入学）
  - 外国人学生入試（秋入学I期・II期）

### 法科大学院
- L日程
  - GLP一貫型特別入試
  - GLP・法曹コース開放型特別入試
- A日程試験
  - 法学未修者入試（3年コース）
  - 法学既修者入試（2年コース）
  - 社会人・非法学部・海外大学出身者特別入試（3年コース)
- B日程試験
  - 法学未修者入試（3年コース）
  - 法学既修者入試（2年コース）
  - 社会人・非法学部・海外大学出身者特別入試（3年コース)

### 教職大学院
- 学内選考試験（人間教育プロフェッショナルコース）
- A日程試験（人間教育実践リーダーコース・人間教育プロフェッショナルコース）
- B日程試験（人間教育実践リーダーコース・人間教育プロフェッショナルコース）

## 学生生活

### 奨学金
- 創価大学 奨学金参照。

#### 学部
学内奨学金【返還不要の給付型】
経済的に修学が困難な学生をサポートする給付奨学金
- 創価大学創友会奨学金（入学後に申請）
- 創価大学給付奨学金（入学後に申請）
- 創価大学牧口記念教育基金会学部生奨学金（入学後に申請）
- 兄弟姉妹同時在籍者への給付奨学金（入学金半額等相当額）2016年度入学生より

学業成績優秀者を奨励する給付奨学金
- 創価大学特別奨学生（入試成績によって審査）
- 創価大学特待生奨学金（入学後の成績によって審査）
- 創価大学法曹会奨学金（法曹を目指す学生）

留学支援のための給付奨学金
- 創価大学国際奨学金（海外短期研修プログラム、交換プログラム、認定留学決定者）
- 創価大学国際教養学部牧口記念教育基金会留学研修奨学金

緊急・災害時の支援
- 災害救助法適用地域の受験生に対する特別措置
- 災害救助法適用地域の在学生に対する特別措置

創友会（卒業生会）による給付奨学金
- 創友会ふるさと給付奨学金（受験前に申請）
- 創友会海外大学院進学支援スカラシップ（海外大学院進学を支援）

#### 文系大学院・理工学研究科
- 創価大学牧口記念教育基金会大学院給付奨学金
- 大学院博士後期課程に進学する女子学生対象の「創価大学女子大学院生フェローシップ制度」

#### 法科大学院
- 創価大学法科大学院給付奨学金
  - 創価大学法科大学院牧口記念教育基金会奨学金
  - 創価大学法科大学院給付奨学金
  - 創価大学創友会法科大学院スカラシップ
- 創価大学法科大学院貸与奨学金

#### 教職大学院
- 創価大学教職大学院給付奨学金
  - 創価大学教職大学院特別奨学金
  - 創価大学教職大学院給付奨学金
  - 創価大学教職大学院創友会スカラシップ
  - 創価大学教職大学院牧口記念教育基金会奨学金

### 部活動・クラブ活動・サークル活動
創価大学では、公認されているクラブ団体は、全て創価大学学友会に所属している。学友会には学術局・文芸局・体育会が存在する。また、学友会に所属しないサークルも複数存在する。
学友会には体育会・文芸局・学術局の105団体が所属している。その他、学友会には所属していないが、「創価大学ワールド会」や「学生国際センター」がある。

### 大学祭
大学祭は「創大祭」と呼ばれ、例年10月中旬に開催される。
また、通信教育部の大学祭は、8月の夏季スクーリングの期間に開催される。「学光祭」と呼ばれ、「光友会」という県人会単位で行われている。

### スポーツ

#### 硬式野球部
- 硬式野球部は、東京新大学野球連盟に加盟している。

東京新大学野球リーグ戦では歴代最多となる50回の優勝回数を記録（2024年現在）。2024年秋の明治神宮野球大会（第55回大会）で初の準優勝を遂げた。

#### 陸上競技部駅伝部
- 陸上競技部及び駅伝部は、関東学生陸上競技連盟（関東学連）に加盟。各主要大会戦績は以下。

箱根駅伝
2003年の第79回箱根駅伝の4区に関東学連選抜チーム（当時§）の一員として野崎天馬が出場。
その後も第81回大会（2005年）の6区に竹下友章、第86回大会（2010年）の3区に尾関誠、10区アンカーに福島法明、第87回大会（2011年）の4区に樋口正明、9区に福島法明、第89回大会（2013年）の4区に山口修平が出場。
2015年の第91回大会でチームとして初出場を果たした。
第93回大会（2017年）に出場した後は2年続けて予選会敗退となっていたが、2019年に中央大学OBの榎木和貴が監督に就任すると同年10月の第96回大会予選会を5位で突破。3年ぶり3回目の出場となった第96回大会（2020年）では1区米満怜が大学初の区間賞、10区嶋津雄大が区間新記録を達成し、総合9位で初のシード権を獲得した。
4回目の出場となった第97回大会（2021年）では初の往路優勝を達成。石津佳晃が9区区間賞を獲得。最終10区で駒澤大学に逆転を許すも総合順位は過去最高の2位（復路は5位）となった。
5回目の出場となった第98回大会（2022年）では嶋津が4区で区間賞を獲得。往路総合8位、復路総合6位、総合順位7位の成績となった。
6回目の出場となった第99回大会（2023年）では葛西潤が7区で区間賞を獲得。往路総合10位、復路総合4位、総合順位8位の成績となった。
第101回大会（2025年）では吉田響が2区で、13人抜きの日本人歴代最速となる区間新記録（区間2位）。
出雲駅伝
第96回箱根駅伝でのシード権獲得と合わせて同年開催予定だった第32回出雲駅伝への出場権を得ていたが、新型コロナウイルス感染症の影響で同大会が中止となり、チームとしての初出場は第33回出雲駅伝（2021年）へと持ち越された。この大会では3区で留学生のフィリップ・ムルワが区間賞を獲得。総合7位となった。
2回目の出場となった第34回出雲駅伝（2022年）では2区で葛西が区間新記録（区間5位）、2年連続で3区を走ったムルワが区間新記録を樹立。総合6位となった。
2023年の第35回大会では2区間（4区で4年の山森龍暁、5区で3年の吉田響）で区間賞を獲得し過去最高の2位となったが、2024年2月15日に日本アンチ・ドーピング機構よりアンチ・ドーピング機構違反が確認されたと発表され、すべての記録が失効となった。
全日本大学駅伝
2022年6月の第54回全日本大学駅伝の出場権をかけた関東地区選考会を第3位で通過し、初の本選出場を果たした（101校目）。本選では2区の葛西が区間新記録・区間賞を獲得。結果は総合5位となり、初出場校として4校目でシード権を獲得した。
2023年の第55回大会では5区で3年の吉田響が区間賞（区間新記録）を獲得し、6位で2年連続のシード権獲得となった。
その他の大会
東京マラソン2021（2022年）では嶋津がペースメーカーとして参加、東京マラソン2023（2023年）ではエリート選手枠で出場。
2022年4月開催の日本学生陸上競技個人選手権大会男子10000m競技で1位に葛西、2位に嶋津（いずれも4年）が入り、成都2021ワールドユニバーシティゲームズの日本代表（男子10000m）に内定したが、大会の延期に伴い白紙となった。
駅伝部出身の葛西潤（2022年度文学部卒／旭化成）が、2024年夏に開催されるパリ五輪陸上男子1万メートル日本代表に決定。創価大学駅伝部として初の五輪代表入りとなる。

## 大学関係者と組織

### 大学関係者組織
- 創価大学の同窓会は「創友会[82]」と称している。各期毎に卒業生大会を開催。在学生に対し「創友会スカラシップ」、「海外大学院進学支援スカラシップ」という奨学金を運営している。また、第97回箱根駅伝（2021年）でスポンサーロゴの掲載が解禁されて以降、駅伝部にスポンサーロゴを提供している。

## 対外関係

### 展示会
- 『勇気の証言-ホロコースト展 アンネ・フランクと杉原千畝の選択』[83]
  - WEB展示
- 創価大学ロシアセンター主催『戦後75周年・女流詩人ベルゴリーツ生誕110周年記念展示　レニングラード包囲下の励ましの声』[84]
  - WEB展示
- 創価大学創立50周年記念ミハイル・ロモノーソフ生誕310 周年記念特別WEB展示ー ロシアのレオナルド・ダ・ヴィンチ ー[85]
  - WEB展示

### 地方自治体との協定
| - 八王子市 - 地域連携・産業振興・まちづくり・人材育成・防災・災害 - 札幌市 - UIターン就職促進に関する協定 - 北海道 - UIJターン就職促進に関する協定 - 青森県 - UIJターン就職促進に関する協定 - 岩手県 - UIターン就職促進に関する協定 U・Iターンクラブに加盟 - 宮城県 - UIJターン就職促進に関する協定 - 福島県 - UIターン就職促進に関する協定 - 茨城県 - UIJターン就職促進に関する協定 - 栃木県 - UIターン就職促進に関する協定 - 愛知県 - UIJターン就職促進に関する協定 - 岐阜県 - UIターン就職促進に関する協定 - 富山県 - UIJターン就職促進に関する協定 - 石川県 - UIターン就職促進に関する協定 - 福井県 - UIターン就職促進に関する協定 | - 京都府 - UIターン就職促進に関する協定 - 大阪府 - UIJターン就職促進に関する協定 - 兵庫県 - UIJターン就職促進に関する協定 - 鳥取県 - UIターン就職促進に関する協定 - 岡山県 - UIターン就職促進に関する協定 - 山口県 - UIJターン就職促進に関する協定 - 愛媛県 - UIターン就職促進に関する協定 - 高知県 - UIターン就職促進に関する協定 - 福岡県 - UIターン就職促進に関する協定 - 佐賀県 - UIターン就職促進に関する協定 - 宮崎県 - UIJターン就職促進に関する協定 |

### 高大連携
- 神田女学園中学校・高等学校
  - 同中学校・高等学校の教育連携プログラムにおいて、「全校フィールドワーク」を創価大学が担当し、理系分野での体験授業を提供
- 郁文館グローバル高等学校
  - 同校での実践型SDGs探究の取り組みであるゼミ活動の一つの「エコロジーゼミ」の外部アカデミストを、本学経済学部が担当し、同校の生徒の探究活動にアドバイスやサポートをしていく

### 国内
- 東京外国語大学
  - 連携・協力に関する基本協定
    - 教員・学生の交流　学部・大学院の単位互換及び学生の教育研究指導　国際交流事業に関する事項　施設・設備・学術研究資料等の相互利用　社会貢献事業
- 広島大学
  - 連携・協力に関する包括協定
    - 教員・学生の交流　学部・大学院の単位互換及び学生の教育研究指導　国際交流事業に関する事項　施設・設備・学術研究資料等の相互利用　社会貢献事業に関する事項
- 杏林大学
  - 本学もしくは杏林大学の講義を受けた高校生に対し、入学後の単位として認定する「アドバンスト・プレイスメント」による大学間単位互換
- 放送大学[86]
- 大学コンソーシアム八王子[87]
- 八王子学園都市大学いちょう塾[88]
- 学術・文化・産業ネットワーク多摩[89]
- 大学宇宙工学コンソーシアム
- 数理・データサイエンス教育強化拠点コンソーシアム
- JMOOC[90]
- 国際交流基金
  - 日本語パートナーズ派遣事業の大学推薦プログラムを実施
- 一般財団法人パスウェイズ・ジャパン（PJ）
  - 「日本・ウクライナ教育パスウェイズ」に参画

### 国際交流
1972年の日中国交正常化後、1974年12月に中華人民共和国の首都北京で当時の周恩来首相を訪問した池田大作・創価学会会長（当大学及び公明党の創設者）が会談を行った後、1975年に当大学は中華人民共和国発足後初の実施となる日本への国費派遣生から留学生6人を受け入れた。この時、池田が身元引受人となり、周恩来との関係を記念した「周桜」が植樹された。その留学生の中にいた程永華は後に2010年から2019年まで駐日中国大使を務め、2021年の当大学創立50周年では中日友好協会の常務副会長として在学経験の回想も交えた祝辞を寄せた。

### 海外出先機関
- 中国
  - 創価大学北京事務所[91]
- タイ
  - 創価大学タイ事務所[92]
- 韓国
  - 創価大学韓国事務所[93]
- フィリピン
  - 創価大学フィリピン事務所[94]
- ケニア
  - 創価大学ナイロビ事務所

### 東南アジア高等教育協会（ASAIHL）
- 1956年に、東南アジア域内の高等教育機関の相互支援を通じ、教育、研究、公共サービスの進展に貢献する目的で創設され、現在は、東南アジアのみならず、ヨーロッパや北米など世界25か国・地域240大学が加盟している国際機関。日本では4大学が加盟。

### 国連
- 国連アカデミック・インパクト[95]

### 国連難民高等弁務官事務所（UNHCR）
- 難民高等教育プログラム
- 本プログラムは、日本社会で暮らす難民に高等教育の機会を提供することを目的としている。
- 創価大学が、毎年、UNHCRが推薦するもの1名を選考。受け入れの学部は、経済、経営、法、文、教育、理工。
- 創価大学が、UNHCRが推薦する者に係わる入学金および学費等を全額免除、修学助成金を支給し、原則として学生寮を提供。
- 難民を対象とする大学院推薦入試制度に関する協定　大学院国際平和学研究科（修士課程）において、毎年1名の大学院生を奨学生として受け入れ

### 国連開発計画（UNDP）
- 出版や情報交換
- 講師派遣などの交流
- UNDPでのインターン機会の提供
- 共同セミナー

### 国連食糧農業機関(FAO)
- 安定した平和とSDGｓ（持続可能な開発目標）の実現を目指すうえで、重要な要素となる「食料安全保障」に関して、講義や学習資料等を通じて学生に学ぶ機会を提供。また、SDGsの普及に向けた貢献活動等に取り組む。

### ユネスコスクール支援大学間ネットワーク（ASPUnivNet）
- ESD（持続可能な開発のための教育）の推進拠点と位置づけているユネスコスクールのパートナーとして、ユネスコスクールの活動を支援する大学のネットワークに2018年に加盟。

### 国連⼤学サステイナビリティ⾼等研究所（UNU-IAS）
- プラットフォーム参加⼤学として、SDGsを軸に日本国内の大学の連携を強化することを目的とし、国連大学により創設。SDGsを推進する大学とステークホルダーとの協働を通して、国際社会における日本の大学の存在感を高めるとともに、日本および世界の持続可能な発展に貢献することを目指す。

### 海外の交流協定締結学術機関
| - 地球憲章インタナショナル（ECI） - イギリス - ブラッドフォード大学平和学部 - ロシア - ルスキー・ミール基金会 - 中国 - 広東省社会科学院 - 中国社会科学院日本研究所 - 韓国 - ソウル大学中央図書館 - 済州大学平和研究所 - 韓信大学平和・公共性センター - タイ - マヒドン大学平和・人権研究所 | - アメリカ - モアハウス大学キング・国際チャペル - 南イリノイ大学ジョン・デューイセンター - デポール大学池田大作教育研究所 - カナダ - カールトン大学 - ブラジル - ブラジル北東地域18大学コンソーシアム - オーストラリア - グリフィス大学宗教間対話センター |

### 海外の主な交流大学
70カ国・地域273大学と学術交流協定を締結（2025年7月現在）

国名・地域名（協定校数）・主な大学

| - イギリス(4) - クィーンズ大学ベルファスト - バッキンガム大学 - ノーサンブリア大学 - イタリア(5) - ボローニャ大学 - ローマ・トルヴェルガタ大学 - シエナ外国人大学 - オーストリア (1) - クラーゲンフルト大学 - スペイン(5) - バルセロナ大学 - ラスパルマス大学 - アルカラ大学 - ドイツ(1) - エスリンゲン大学 - ハンガリー(1) - ペーチ大学 - フランス(5) - ノバンシアビジネススクール - レンヌ第一大学 - EMBAビジネススクール - リール大学 - ケッジビジネススクール - ブルガリア(1) - ソフィア大学 - デンマーク(1) - 南デンマーク大学 - ロシア(12) - モスクワ大学 - サンクトペテルブルク大学 - ウクライナ(1) - キーウ国立貿易経済大学 - アルメニア(1) - エレバン国立大学 - リトアニア(2) - ヴィリニュス大学 - ミコラス・ロメリス大学 - 北マケドニア(1) - 聖パウロ使徒情報科学技術大学 - チェコ(3) - マサリク大学 - メトロポリタン大学プラハ - ベルギー(2) - ナミュール大学 - エフェック高等教育学院大学 - ポーランド(1) - ヤギェウォ大学 - スロベニア（1） - マリボル大学 - ルーマニア（1） - ルーマニア・アメリカ大学 - オランダ（1） - ラドバウド大学 - ノルウェー（1） - アグダー大学 - エジプト(3) - カイロ大学 - アハラム・カナディアン大学 - ケニア(2) - ナイロビ大学 - ガーナ(1) - ガーナ大学 - セネガル(1) - ダカール大学 - ザンビア(1) - ザンビア大学 - 南アフリカ共和国(1) - ウィッツウォータースランド大学 - エチオピア(3) - ジンマ大学 - バハルダール大学 - インジバラ大学 - モロッコ(1) - アブドゥル・マリク大学 - タンザニア(1) - ダルエスサラーム大学 - ルワンダ（1） - マケレレ大学 | - イスラエル(1) - ヘブライ大学 - トルコ(1) - アンカラ大学 - ヨルダン（1) - ヨルダン大学 - インド(10) - デリー大学 - ビルサ農業大学 - インドネシア(3) - インドネシア大学 - シンガポール(2) - 南洋理工大学 - シンガポール経営大学 - タイ(5) - タマサート大学 - チュラロンコン大学 - 中国(59) - 北京大学 - 清華大学 - 淅江大学 - 復旦大学 - 南京大学 - 天津外国語大学 - 香港(2) - 香港大学 - マカオ(1) - マカオ大学 - 中華民国（台湾）(9) - 国立台湾大学 - 中国文化大学 - 国立政治大学 - 韓国(21) - 慶熙大学 - 国立釜慶大学 - 成均館大学 - 国立全北大学 - 慶南大学 - 高麗大学世宗校 - 韓国外国語大学 - 祥明大学 - 国立慶尚大学 - ネパール(2) - トリブバン大学 - カンボジア(2) - 王立プノンペン大学 - BELTEI国際大学 - フィリピン(9) - フィリピン大学 - デ・ラ・サール大学 - スリランカ(1) - ケラニヤ大学 - ブルネイ(1) - ブルネイ・ダルサラーム大学 - マレーシア(9) - マラヤ大学 - マレーシア科学大学 - マレーシアイスラム国際大学 - モンゴル(1) - モンゴル国立大学 - ベトナム(5) - ハノイ国家大学 - ハノイ大学 - ラオス(1) - ラオス国立大学 - ミャンマー(1) - ヤンゴン外国語大学 - キルギス(1) - ビシュケク人文大学 - ウズベキスタン(3) - サマルカンド国立大学 - ウズベキスタン国立大学 - カザフスタン(2) - カザフ人文法科大学 - スレイマン・デミレル大学 - トルクメニスタン(1) - トルクメニスタン外務省附属国際関係大学 | - アメリカ(20) - デラウェア大学 - ミシガン州立大学 - マサチューセッツ大学ボストン校 - ジョージア州立大学 - ニューヨーク州立大学オルバニー校 - ブリッジウォーター大学 - デンバー大学 - 南オレゴン大学 - カリフォルニア州立大学サンバナディーノ校 - ウィスコンシン大学マディソン校 - サンフランシスコ州立大学 - コルゲート大学 - ハワイ大学マノア校 - カナダ(8) - モントリオール大学 - ラバル大学 - カルガリー大学 - ブリティッシュコロンビア大学 - ゲルフハンバー大学 - メキシコ(3) - グアナファト大学 - ベラクルス大学 - キューバ(1) - ハバナ大学 - ドミニカ共和国(1) - サンティアゴ工科大学 - ペルー(2) - 国立ペルー中央大学 - 国立サンマルコス大学 - ブラジル() - サンパウロ大学 - パラナ連邦大学 - ミナスジェライス連邦大学 - ブラジリア大学 - アマゾナス連邦大学 - マリンガ州立大学 - ボリビア(1) - バーリエ大学 - パラグアイ(1) - コルンビア・デル・パラグアイ大学 - アルゼンチン(3) - ブエノスアイレス大学 - ニュージーランド(1) - オタゴ大学 - オーストラリア(2) - グリフィス大学 - パプアニューギニア(1) - ディバインワード大学 |

## 短期大学
学校法人創価大学の下に設置
- 創価女子短期大学（2026年度以降学生募集停止)
  - 国際ビジネス学科

## 系列校・教育機関
以下の学校は、いずれも別の学校法人による設置であり、いわゆる「附属学校」ではない。

| - 日本 - 学校法人創価学園 - 創価中学校・高等学校 - 関西創価中学校・高等学校 - 東京創価小学校 - 関西創価小学校 - 札幌創価幼稚園 - アメリカ - アメリカ創価大学 - ブラジル - ブラジル創価学園（小学校 中学校 高等学校） - ブラジル創価幼稚園 | - 香港 - 香港創価幼稚園 - 韓国 - 韓国幸福幼稚園 - マレーシア - マレーシア創価幼稚園 - 創価インターナショナルスクール・マレーシア - シンガポール - シンガポール創価幼稚園 |